# Nemzeti Kastélyprogram és Nemzeti Várprogram
A Nemzeti Kastélyprogram és Nemzeti Várprogram a magyar állam Széchenyi 2020 programjának keretében zajló fejlesztési projekt, melynek során 18 kastély és 12 vár újul meg. A célkitűzések szerint az épületek nemcsak régi szépségüket nyerik vissza, hanem új funkciókkal is gazdagodnak, hogy adottságaikhoz igazodó módon megfeleljenek a mai kor turisztikai igényeinek.
A program alapvető célja a műemlékhelyreállítás és az örökségmegőrzés, mindemellett a látogatók igényeinek kielégítésére szolgáltatások kialakítása az adott helyszínen. Egy-egy vár vagy kastély szinte mindig az adott település egyik jelképe, ezért fontos szerepet játszik a helyi identitás erősítésében. Az épületek fizikai rehabilitációja mellett a szellemi is megvalósul. A várak, majd a kastélyok évszázadokon keresztül a magyar és az európai kultúra „fellegvárai" voltak, most a 21. századi igényeknek megfelelően újraértelmezett formában kapják vissza ezt a szerepüket, jól illeszkedve az épületek műemléki adottságaihoz. Az épületek ezáltal közösségi térré válnak, különböző művészeti ágakat felölelő programokat kínálnak, és mindezek hozzájárulnak a műemlék fenntarthatóságához, valamint környéke gazdaságának az élénkítéséhez.
Minden helyszín egyedi, a kiállítási tematika ehhez illeszkedő jellemzőkkel rendelkezik, ezáltal az egykori magyar kastély- és várélet minden rétegét bemutatja. Alapvető cél, hogy a kiállításnak olyan grafikai arculata és olyan atmoszférája legyen, amellyel a vendégek azonosulni tudnak. Nagy hangsúlyt fektet a program az előkészítő munkára: a falszövet, a régészeti, a restaurátori, a levéltári, a tervtári, a köz- és a magángyűjteményekben végzett kutatások alapján összeállt adathalmaz kreatív és közérthető feldolgozásával áll össze egy olyan kiállítás, amely vonzza a látogatókat, és elidőznek benne. Az épületek múltját a történetmesélés, az anekdoták mentén is megismerhetik a látogatók. Minden helyszínen bemutatásra kerülnek az egykori birtokos családok egymást váltó generációi, megelevenednek a történelemkönyvekből ismert nemesi családok tagjai. A kastélyban, várban zajló életmód, a főúri család hétköznapjai és ünnepei, sőt a személyzet feladatai is a kiállítás részét képezik. A koncepció fontos eleme az interaktív és multimédiás eszközök használata és kiállításokba építése. Így be lehet például mutatni az épületek kinézetét különböző építési korszakokban, a kiterjesztett valóság alkalmazásával virtuális túrát lehet tenni a műemlék falai között a különböző történelmi korokban, vagy holoprojektoros vetítéssel láthatóvá válik egy makettben, hogy az épület egyes helyiségei milyen célt szolgáltak, milyen tevékenységet végeztek ott egykor. A kastély vagy vár látogatási útvonalának végigjárására a hagyományos idegenvezetés mellett lehetőség nyílik többnyelvű táblagépes eszköz segítségével is.
A változatos, helyi adottságokra támaszkodó, a mindennapokban is használható termékekkel felszerelt ajándékbolt egyre fontosabb részévé válik a látogatóközpontoknak. Itt nyílik lehetőség a helyben termelt, a környékbeli termelőktől származó minősített termékek befogadására és értékesítésére is, így valósítható meg az a gazdasági modell, amely a kastélyok hosszú távú, önfenntartó működését szolgálja.

## Nemzeti Kastélyprogram

### Bajna, Sándor-Metternich-kastély
A bajnai Sándor–Metternich-kastélyegyüttes eddigi állagmegóvó munkálatai után megújult a középkori alapokon álló, barokk, majd klasszicista stílusban kiépített egykori főnemesi rezidencia és parkja. 2021. december 11-től az épület látogathatóvá vált, és a turisztikai fejlesztéseknek köszönhetően vonzó attrakcióval várja a látogatókat.
A projekt célja
- a palota műemléki értékeinek bemutatása,
- a főépület és a mellékszárnyak egy részének felújítása,
- a díszudvar helyreállítása, illetve a park teljes területén faápolási munkák kivitelezése, a sétányok részleges helyreállítása,
- tematikus játszótér kerül kialakítása a park területén,
- a kiállítás interaktív eszközök és történetmesélés segítségével ismerteti meg a látogatót a kastély építésének és neves lakóinak, Sándor Móricnak, az „Ördöglovasnak” és leányának, Sándor-Metternich Paulinának élettörténetével és az ide kapcsolódó érdekességekkel,
- a gyerekek számára külön eszközök és kiállítási tartalom segítségével válik befogadhatóvá a kastélyok világa.

Projektelemek

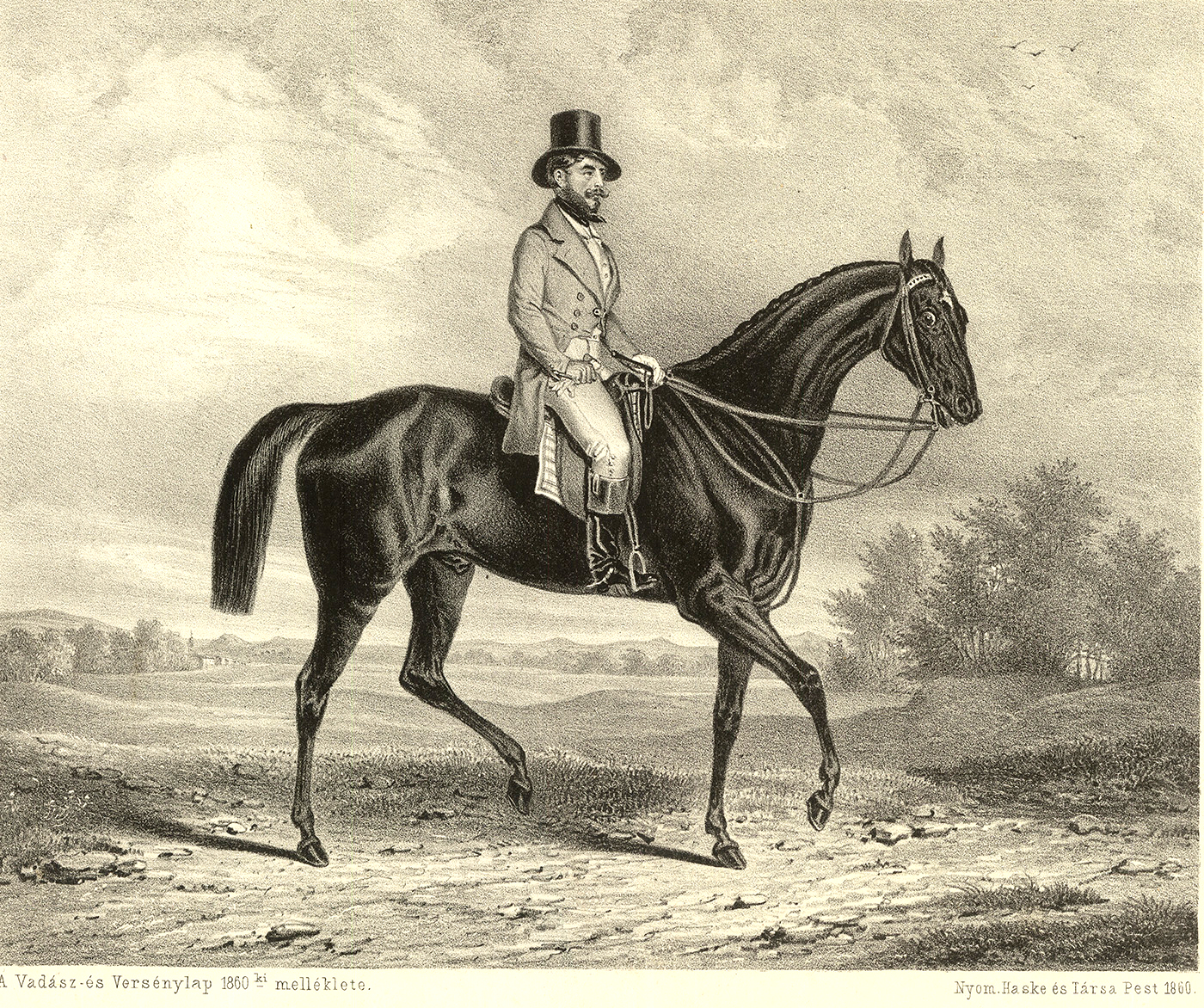
Sándor Móric az Ördöglovas

- Kastélyépület és belső terek teljes felújítása
- Falfestések konzerválása, illetve részleges rekonstrukciója
- Az akadálymentes látogatás biztosítása
- Kávézó és ajándékbolt létrehozása
- Reprezentatív rendezvénytér kialakítása
- Díszudvar rekonstrukciója és a park bejárhatóvá tétele
- Új, egyedi, élményszerű, interaktív kiállítás berendezése
- Színes egyéniségekre, emberi történetekre, valós „sztorikra” épülő kiállítás
- Bemutatott témák: családtörténet, kastélytörténet, főúri mindennapok, társasági élet, lakáskultúra, divat, lóverseny és falkavadászat
- Izgalmas interpretáció: megélhető történetek, megfogható tárgyak, monitorok, látványok, hangok
- Interaktivitás: érintőképernyők, kipróbálható korabeli „analóg” és digitális játékok, a teljes kastélyban végigvezetett kincskeresés
- Egységes Nemzeti Kastélyprogram-szolgáltatások: Minivilág, Legendárium, Örökségpont, Piknikkosár, Telizsák, Kertbirodalom

A készülő tárlat Sándor Móricot, mint a magyar nemes ideálképét mutatja be, aki autodidakta módon tanult meg olaszul, franciául, kisebb zeneműveket írt, valamint kiválóan citerázott. Bepillantást nyerhet a látogató a vakmerő „Ördöglovas” szerelmi kalandjaiba, de megismerhetik az „anglomán urat”, aki imádott vadászni, pipázni és angol mintára rendeztette be kastélyát.
A női szárnyban az „Ördöglovas” lánya, Sándor Paulina jelenik meg, aki a 19. századi közép-európai kultúrtörténet egyik legizgalmasabb személyisége volt. Bemutatásra kerülnek drezdai és párizsi, nagykövetfeleségként töltött időszaka, valamint zajos bécsi korszaka, és élete alkonyának Bajnán töltött évei, valamint megismerhetik a Metternich hercegi házaspár – Richard von Metternich és Sándor Paulina – nagyvonalú párizsi otthonát is. Bárki beöltözhet majd korabeli jelmezekbe, hiszen Paulina az álarcosbálok nagyasszonya, és a legfontosabb divattervezők patrónusa volt.
A kiállításon visual guide-os vezetés is van, valamint virtuális rekonstrukciós modellek segítségével, élményszerűen elevenedik meg az épület története. A kastélyparkban a tematikához kapcsolódó játszótér, landart alkotások, fotópontok és pihenőhelyek kínálnak kikapcsolódást minden korosztály számára.

### Dég, Festetics-kastély
A dégi Festetics-kastély hazánk jelentős klasszicista együttese, egyben egyik legkorábbi klasszicista kastélyunk. A kastély 1813 és 1815 között épült fel, és Magyarország legnagyobb történelmi kertje övezi. A rezidencia építtetője Festetics Antal, tervezője Pollack Mihály volt. Festetics Antal a kora kulturális törekvéseinek legtöbb képviselőjéhez hasonlóan a szabadkőművesek közé tartozott.
A kastélyt több kilométer hosszú tórendszer övezi, aminek az egyik szigetén áll a festői szépségű Hollandi-ház. A kastély volt a fő helyszíne az utóbbi idők egyik legmagasabb nézettséget elért magyar filmje, a Kincsem forgatásának is.
2018. április 3-án 15 órakor került sor a Nemzeti Kastélyprogram és Nemzeti Várprogram keretében az alapkőletételi ünnepségre.
A dégi Festetics-kastély infrastrukturális fejlesztésének elemei
- a kastély homlokzatának helyreállítása, lábazatának szigetelése, csatlakozó támfalainak újjáépítése, tetőfedés teljes cseréje,
- a kastély alagsorában annak részleges helyreállítása után vizesblokk kerül kialakításra, itt kap helyet az új gépészet és az elektromos hálózat központja is,
- a kastély földszintjén tematikus kiállítások, a korabeli szalont idéző kávézó, valamint ajándékbolt és rendezvénytér kap helyet,
- felújításra kerül a Hollandi-ház és környezete
- parkoló és beléptetőrendszer kerül kiépítésre
- az épületegyüttes jelentős közműfejlesztésen esik át, a beruházás keretében kiépül az új víz-, gáz- és csatornabekötés, emellett megvalósul az elektromos rendszer korszerűsítése

A kastélypark területén bemutatásra kerül a kis gótizáló szivattyúház, megújul a rózsakert, elkészül az antik forrás gépészeti rendszere, és újra csobog a víz az oroszlánfejes vízköpőből. Használhatóvá válik a hajdani teniszpálya is annak érdekében, hogy a park – felelevenítve a Festetics család sportszeretetét – nosztalgia sportversenyek, valamint csapatépítő tréningek helyszíne lehessen.
A kastély kiállítótermei A klasszikus műveltség és a szabadkőművesség kastélya Dégen című kiállításnak adnak majd otthont.
A kiállítási koncepció a családhoz és a kastélyhoz köthető tartalmakra épül: a földszinti kiállítás keretében megelevenedik a Festetics család története, mindennapi élete, hobbijai, szórakozásai, sportolási szokásai, mindez interaktív módon, 21. századi technikai eszközök bevonásával. A felső szinten megtekinthető kiállítás célja pedig az, hogy hitelesen, történeti dokumentumok és levéltári kutatások alapján, ugyanakkor szintén modern kiállítástervezési technika segítségével bemutassa a szabadkőművesség eszmeiségét, valamint nemzetközi és hazai vonatkozásait. A Hollandi-házban is helyet kap egy, az épület eredeti funkcióját idéző kiállítás. Hajdan a földszinten tehénistállót alakítottak ki, az emeleten pedig egy tüdőbeteg grófnő gyógyult az ammóniagőzben, a kor orvostudománya javallatának megfelelően.
A kastély felújítási munkálatok miatt jelenleg[mikor?] nem látogatható. Magyarország legnagyobb angolparkja, a Szerpentin-tórendszer, a sírdomb körüli tó, valamint a tavakon átvezető gyalogoshidak azonban a felújítás ideje alatt is zavartalanul látogathatóak.

### Fehérvárcsurgó, Károlyi-kastély
A fejlesztések során a fehérvárcsurgói Károlyi-kastély főépületében és a hozzá tartozó műemlék istállóépületben lesz megtekinthető a Kaplony nemzetségből származó gróf Károlyi család történetét bemutató kiállítás. A Károlyiak életén és életterén túl Magyarország szolgálatában betöltött sokrétű szerepüket is kidomborítja a készülő tárlat.
További érdekességként a kiállítás interaktív módon nyújt betekintést az európai zenetörténet világába. A különleges kiállítási helyszínhez igazodva a történeti lótartás is interaktív módon kerül bemutatásra. Emellett történeti építészeti időutazás várja majd a vendégeket, amely révén a Károlyi család valamennyi jelentős kastélya bemutatásra kerül. 3D animációs és kosztümös filmvetítést is megtekinthetnek az érdeklődők, valamint korhű ruhába bújhatnak és fotózkodhatnak.
A projekt célja olyan minőségi, komplex turisztikai termék kialakítása – összhangban a Kulturális Találkozó Központok Nemzetközi Kartájában foglaltakkal – amely a térség turisztikai vonzerejét jelentősen megnöveli, hozzájárulva a régió arculatának alakításához, a régió markáns turisztikai fogadóhelyszínévé válva. Emellett cél a kapcsolódás a Nemzeti Kastélyprogram komplex hálózatos fejlesztési kitűzéseihez, azaz a kastély attrakcióinak olyan irányú fejlesztése, hogy az egyes hálózatos együttműködéseknek köszönhetően a régió egészében olyan turisztikai elemek kihasználtságát erősítsük, mint pl. a lovasturizmus, a zeneturizmus vagy a klasszikus művészettörténeti turizmus elemei.

### Fertőd, Esterházy-kastély
A fertődi Esterházy-kastély Magyarország legnagyobb és legimpozánsabb barokk kastélya. Az Esterházy család a 17. században szerezte meg a süttöri birtokot, a későbbi Eszterházát, a mai Fertődöt. Arról megoszlanak a vélemények, hogy a későbbi kastély építése mikor kezdődött, a legtöbben ezt 1720-ra teszik, de felmerült olyan nézet is, miszerint a kastély ősét már a 17. században építeni kezdték. 1720-ban Esterházy József Anton Erhard Martinelli építőmestert építkezéssel bízta meg, Simon Mödlhammer ácsmesterrel pedig a tetőszék kialakítására kötöttek szerződést. A kert kiépítésére Anton Zinner császári kertmérnököt kérték fel. József korai halála után másodszülött fia, Esterházy Miklós örökölte a süttöri uradalmat. Miklós gyámjai tovább folytatták az építkezéseket, majd nagykorúsága és házasságkötése után Miklós is alakított a rezidenciájaként funkcionáló süttöri kastélyon. J. M. Hahn közreműködésével pl. a kertet bővítették ki. 1762-ben utód nélkül meghalt Miklós bátyja, Esterházy Pál Antal. A hercegi rang és a nagy vagyon így Miklósra szállt, aki ettől kezdve több fázisban hatalmas komplexummá fejlesztette a kis süttöri kastélyt, amit 1765-től már Eszterházának hívott.
Esterházy Miklós halála után a rokokó komplexumot csak ritkán használták, a hercegi udvar visszaköltözött Kismartonba (Eisenstadt, Ausztria). A 19. század a hanyatlás korszaka volt. A kastélyt a 19. század végétől felújították és modernizálták, az enteriőröket a később híressé vált Schmidt Miksa cégével alakíttatták ki. A 20. század első évtizede Esterházy IV. Miklós és felesége, Cziráky Margit idején egy újabb „fénykort” jelentett. A kerteket is a kor ízlésének megfelelően alakították át.
A fertőd–eszterházai Esterházy-kastély fejlesztésének átfogó célja az ország egyik legkiemelkedőbb kultúrtörténeti, művészettörténeti, építészettörténeti értéke, turisztikai vonzerejének továbbfejlesztése, erősítése. Kiemelt cél a szükséges kulturális és turisztikai infrastruktúra kiépítése, a kastély közösségi térré formálása, korszerű szolgáltatások kialakítása, egy 21. századi igényeknek és trendeknek megfelelő, komplex szolgáltatást nyújtó turisztikai attrakció megteremtése. A projekt keretében megvalósul az épület legértékesebb, középső tömbjének a komplex műemléki helyreállítása. Jelen projekt érinti – a korábban már restaurált díszterek és a felújított lépcsőház kivételével – a kastély-középrész keleti és nyugati szárnyainak földszinti és első emeleti kiállítási tereit, valamint a keleti összekötő szárny földszintjét, és az innen induló barokk lépcső helyreállítását. A projekt része továbbá az Óraszint és a Belvedere felújítása. A földszinti kiállítási terekben – úgy a hercegi, mint a hercegnéi lakosztályokban – Esterházy „Fényes” Miklós kora kerül bemutatásra. A restaurált helyiségekben korabeli bútorok, iparművészeti alkotások ás festmények gazdagítják a kastélybelsőt. Az emeleti termek közül egyes helyiségekben bizonyos fokig megmarad az enteriőr jelleg. Az összképet tekintve a látogatói élmények modernebb formában kerülnek bemutatásra. A kiállításnak ez a része egyrészt a kastélytörténetet mutatja be, másrészt pedig kultúrtörténeti érdekességeket tár majd a látogatók elé: megidézi Joseph Haydn alakját, Eszterháza rangos vendégeit az uralkodócsaládból, és felidézi a fényes ünnepségeket. Az épület Magyarország legnagyobb és legimpozánsabb barokk kastélya, százhuszonhat rokokó stílusú szobával. A mai kastély magját 1720 táján kezdték el felépíteni, majd több ízben bővítették. Az első nagy fejlesztési ütem 1762 és 1768 között zajlott Nicolaus Jacoby és Melchior Hefele tervei alapján, a második ütemre 1774 és 1778 között került sor, míg az épületet a Belvedere kialakításával fejezték be az 1780-as évek közepén.
A projekt keretében megvalósul
- az épület középső tömbje, valamint a Belvedere és az óratorony műemléki helyreállítása,
- a helyiségek eredeti bútorokkal kerülnek berendezésre történeti enteriőrként, így a lehető leghitelesebb formában kerülnek bemutatásra,
- a történeti terek eredeti pompájukban kerülnek felújításra és az épületben időszakos kiállítótermek is kialakításra kerülnek.[7]

### Füzérradvány, Károlyi-kastély
A füzérradványi Károlyi-kastély a Tokaj, Felső-Tisza és Nyírség kiemelt turisztikai fejlesztési térségben fekszik. Az attrakció központi tematikája az egykori, 1930-as évekbeli kastélyszálló életének megidézése archív fotók, régi filmek, festmények, levéltári és épületkutatások, valamint visszaemlékezések alapján.
A kastély infrastrukturális fejlesztésének elemei
A fejlesztés során cél, hogy a fogadó és vendéglátó terek berendezése, a parki attrakciók, illetve a kiállítási tematika is felidézzék az egykori kastélyszálló világát, mindennapjait. A „kastélyszálló meglátogatása” jelenti a vezérmotívumot, amely végigkíséri a kastélyba érkező vendéget az épületben és a parkban is.
- A kastélyépület jelentős része megújul, az építészeti elemek restaurálásra kerülnek.
- A földszinti egykori reprezentatív terek közösségi funkciót kapnak, kialakításra kerül a fogadótér, az ajándékbolt, a jegypénztár, a rendezvényterem és a kávézó.
- Az épület tereinek többsége archív fotók alapján, de modern, interaktív eszközökkel is kiegészítve kiállítótérként újul meg.
- A fejlesztés keretében a kilátótorony is felújításra kerül.
- A kastélyparkban a korábbi rekonstrukcióból kimaradt részek kertépítészeti rendezése valósul meg, a kastély közvetlen környezete és a díszudvar a történeti források alapján kerül helyreállításra.

A turisztikai fejlesztés elemei
A fejlesztés eredményeként egy természetközeli, jól beazonosítható, egyedi vonzerővel rendelkező attrakció jön létre. A számos digitális és interaktív eszköznek, újszerű megoldásnak köszönhetően a látogatók élményszerű módon ismerhetik meg a kastély történetét és a korabeli életmódot. Múzeumpedagógiai foglalkozások, filmvetítések színesítik a különböző célcsoportoknak kínált szolgáltatásokat. A kulturális rendezvényekre, konferenciákra, vállalati és családi eseményekre, tréningekre érkezőket rendezvényterem, szabaduló szoba, és VR-játékok is várják.
A kastély kulturális turisztikai kínálata kiváló együttműködési lehetőséget kínál a térség szolgáltatói számára is. A létrejövő sokszínű attrakció bővíti az idelátogató turisták körét.
A készülő tárlat során a kastélyba lépve a néhai kastélyszállót megidéző fogadótérbe, voltaképpen egy szállodai recepcióhoz érkezünk. Innen indulva a korabeli személyzetet és a kastély lakóit, vendégeit megjelenítő „beszélő képek” (a szobalánytól a filmrendezőn és az Afrika-vadászon át a grófig) vezetésével, interaktív játékok és makettek, sztereoszkópok, érintőképernyők, VR-játékok segítségével ismerhetjük meg a Károlyi család és a kastélytörténet legendáit, valamint az épület elegáns tereit, egykori berendezését, lakóinak és vendégeinek életét a hétköznapok és a vendégségek idején. Sok egykori játékot: biliárdasztalt és különféle társasjátékokat mi magunk is kipróbálhatunk. Egy pillanatra belecsöppenünk a kastélyban és kertjében forgatott filmek világába, a gyerekeket pedig a környékbeli egykori hegyközi kisvasutat bemutató Lego kisvonatok várják. A park megtekinthető a helyreállított kiállítótorony tetejéről. A kertben camera obscura segítségével fedezhetjük fel a park rejtett zugait.
A kastély 2021. október 5-től látogatható.

### Geszt, Tisza-kastély
A geszti Tisza-kastély magját alkotó barokk kúria 1772-ben épült fel. Az épület már a 18. század végén is L alaprajzú volt, mindkét szárny alatt pince nyugodott. A század végére készült el a kastély fő szárnyának középső traktusa, a kocsiáthajtó fölé épített négytengelyes, klasszicizáló késő barokk stílusú pavilon. Az első birtokos beköltözése után épült ki az angolkert. A 15 hektáros kertet a 19. század elején alakították ki egy kisebb erdőrészből. Az egykor locsolóhálózattal is ellátott terület napjainkban már csak 5,4 hektárt tesz ki. Tisza Kálmán 1856-ban került a geszti uradalom élére. Birtokossága ideje alatt az addig földszintes épületre egy emeletet húztak fel, és ekkor kerültek kialakításra többek között a miniszterelnök dolgozószobája, a Nagy- és Kisszalon, illetve a grófnő dolgozó szobája, továbbá a kastély keleti szárnyának külső terasza is ekkor épült. A kastély 1902-ben lett Tisza Istváné, aki további átalakításokat végeztetett az épületen. Ekkor került sor az elektromos áram bevezetésére, a telefonvonal bekötésére, valamint a padlástérben egy új hideg-meleg vizes tartályt helyeztek el. Tisza István fia, Kálmán-Lajos birtokossága idején korszerűsítették a nyílászárókat. A második világháború után, a kastély teljes berendezése megsemmisült, Kálmán-Lajos pedig az Egyesült Államokba költözött. Az államszocializmus idején az épület egy iskolának és művelődésháznak, később könyvtárnak adott otthont. A kastélyban otthont adó, a család történetét bemutató kiállítás számos attrakcióval várja a látogatókat. A XXI. század technológiáját felhasználva megismerhetjük a Tisza családot, Tisza Kálmán és Tisza István miniszterelnökök pályáját, a Tiszák és a református egyház kapcsolatát, valamint betekintést nyerhetünk többek között a korabeli kastély mindennapjaiba.

### Keszthely, Festetics-kastély
A keszthelyi Festetics-kastély felújítása során zajló fejlesztések:
- a kastélyépület kiállításának bővítése, interaktív eszközök, gyermekeknek szóló bemutatást elősegítő megoldások széles körű alkalmazásával,
- enteriőr kiállítás felújítása, bővítése és homlokzati fényfestés bővítése,
- a Vadászati Múzeum épületében a vadászati kiállításhoz kapcsolódóan két új földrészt bemutató két új dioráma kialakítása, innovatív, interaktív eszközök bővítése és a modellvasút kiállítás kipróbálható, interaktív elemekkel történő bővítése,
- a „Schweizerei”: Fejőház épületének rekonstrukciója, tejivó kialakítása, helyi kézműves tejtermékek árusítása, rendezvényterek, időszaki kiállítóterek létrehozása és a „Tej útja” című interaktív kiállítás berendezése, sajtműhely kialakítása,
- szabadtéri fejlesztések: madárház, állatsimogató és fogadópont kialakítása a „Schweizerei” épületnél, különös tekintettel a kerékpárral érkezőkre.[9]

### Komlódtótfalu, Becsky-kúria
Komlódtótfalu históriája ötszáz éven át a Becsky család történetével fonódott össze. A család komlódtótfalui, a 19. század első évtizedeiben épült klasszicista (későcopf-Directoire-stílus) kúriája a hazai köznemesi építészet és életmód kiemelkedő emléke. Ez az épület egykoron egy nyüzsgő birtok központja, a földesúr és családjának otthona.
A Becskyek legkorábbi komlódtótfalui házáról és a birtokhoz tartozó  épületekről nem maradtak fenn adatok. Az bizonyos, hogy legkésőbb 1722-ben már állt a családnak egy rezidenciája a faluban. A ma is látható, klasszicista kúria a 19. század első évtizedeiben épült fel. Az épület történetének kiderítésével elsőként az Országos Műemlékvédelmi Hivatal foglalkozott. 1986-ban két kutatót, Feld Istvánt és László Csabát küldtek Komlódtótfaluba, az épület felmérésére és a falkutatás elvégzésére. Ez a munka nagyon értékesnek bizonyult, olyan eredményeket hozott felszínre, amelyeket ma már – az épület később átalakításai miatt – nem lehetne megtudni. A kutatás a komlódtótfalui kúria építéstörténetében három periódust mutatott ki. Az egyes szakaszokban kisebb-nagyobb mértékben (pl. a homlokzatok díszítése) változott az épület megjelenése. A kutatómunka tisztázta, hogy a kúria 1962–1963-as felújítása pontosan mire terjedt ki. Az épületre vonatkozó levéltári kutatást 2017-ben Fülöp András régész, műemléki szakértő végezte el.
A projekt célja egy országosan egyedülálló köznemesi kúria üzemszerű működése és a köznemesi élet mindennapjai kerülnek bemutatásra élethűen, enteriőr környezetben, interaktív eszközök segítségével. A fejlesztés során a kúria épülete, mint kiállítótér újul meg. A kúria telkén egy új, az utca frontra néző melléképület biztosítja majd a látogatók fogadását és kiszolgálását. Ebben a fogadóépületben megtalálható lesz minden látogatói igényt kielégítő szolgáltatás, mint az ajándékbolt, jegypénztár, kávézó és a múzeumpedagógiai foglalkoztató. A kúria kertjében a központi tematikához igazodva, a köznemesi élet és gazdálkodás kerül bemutatásra. A kert egykori kialakítását felidézve az épület előterében reprezentatív fogadókert várja majd a látogatókat.
A „Régi történetek a tekintetes urakról” c. interaktív kiállítás műtárgyak, és hiteles műtárgymásolatok, ábrázolások, és nem utolsó sorban játékos feladatok segítségével egy olyan életforma bemutatását célozza, amelynek már az emléke sem él a magyar társadalomban. Ez az életforma az önellátáson alapult. Gondoljuk bele az áram, folyóvíz, és élelmiszerüzletek nélküli életformába. . A család jóléte a földtől és a jószágoktól függ és mindezzel előre látó módon kell gazdálkodni. A földesúr törődésén és odafigyelésén múlt a gazdálkodás eredményessége. A földesúr felesége a szervezéssel foglalkozott, számon tartotta a napi teendőket, őrizte a kamrát, figyelte a felhalmozott készletek állapotát és mennyiségét. A nőkön múlt, hogy mindig legyen elegendő élelmiszer a ebédlőasztalon, mindig égjen a tűz a konyhában – azaz bármikor legyen meleg víz – legyen tiszta ruha- és ágynemű.
A kiállítás a hétköznapi élet apró szokásait mutatja be. Honnét szerezte be a család a sót, és gyertyákat? Milyen volt egy esküvői cipellő? Mit viselt a földesúr, és milyen volt a felesége otthoni öltözete? Hol és hogyan tisztálkodtak, mire szolgált a bábaolló, miből állt egy Becsky lány ruhatára? Mit olvasott Becsky Ignác? Milyen lassú és keserves munka volt egy levélírás lúdtollal. Mit főztek egy köznemesi kúriában? Milyen illemszabályoknak kellett megfeleni? Mit tartottak a családi vasládában, mire szolgált a pipatórium, hogyan nézett ki egy kártyaasztal kétszáz éve, és milyen kártyajátékokat játszottak? Milyen házi praktikákkal igyekeztek helyettesíteni a hűtőszekrényt?

### Nádasdladány, Nádasdy-kastély
A nádasdladányi Nádasdy-kastélyban és parkjában már több sikeres beruházás valósult meg, amelyek révén a kastély részlegesen megújulhatott. A legutóbbi beruházás keretében EGT forrásból újultak meg a kastély legakutabb problémát jelentő gépészeti rendszerei, valamint a külső homlokzata.
A Nemzeti Kastélyprogram keretében megtörténik a kastély földszinti reprezentatív tereinek teljes helyreállítása, megújul és megnő a kiállítási terület, a gazdagon berendezett történeti tereket modern tartalom és interaktív elemek egészítik ki. Az emeleten gyermekfoglalkoztatók és múzeumpedagógiai terek is helyet kapnak. Az üzemeltetés helyiségei a kastély mindhárom szintjén kialakításra kerülnek. Az épület legrégebbi, Schmidegg-szárnyában a statikai okokból szükséges megerősítési munkálatok készülnek el ebben az ütemben. A park is megújul, a történeti kert sétányrendszerének részleges helyreállítása mellett a kastélykert teljes területén elvégzik a park biztonságos bejárhatóságához szükséges faápolási és kertészeti munkákat. Szigetelt mederrel és a vízellátás biztosításához szükséges műtárgyakkal újjáéled a kastélypark kiszáradt tava is. A kastély fejlesztésbe bevont alapterülete nettó 2000 m², a park fejlesztésbe bevont alapterülete 22 ha.
Az 1500-as évek angol és skót kastélyainak mintájára a 19. század végén épült historizáló kastély és a modern, 21. századi múzeumi bemutatás követelményei szerint kialakított kiállítás – az építészeti érdekességek mellett – az építtető gróf Nádasdy család történetével, az építtető házaspár legendássá vált szerelmével, a tulajdonosok és a személyzet mindennapi életével ismerteti meg a látogatókat interaktív módon. A látogató helyet foglalhat a korabeli bútorokkal és bútormásolatokkal berendezett enteriőrökben, olvasgathat a könyvtárban, a visszaépítésre kerülő télikertben kávézhat, mintha csak a családnál járna vendégségben.
„A legendák kastélya” című kiállítás nem csak az épület földszinti reprezentatív tereibe enged betekintést, de az első emelet és az alagsor fontosabb helyiségeibe is. Ezáltal a gróf Nádasdy család történetén túl a kastélyban dolgozó személyzet múltja is megismerhetővé válik, a társasági terek mellett a magán és a kiszolgáló terek, valamint a műszaki felszerelés is bemutatásra kerül.
A földszinti terek visszakapják 19. századi reprezentatív fényüket, visszakerülnek a máig fennmaradt eredeti műtárgyak, az ősök csarnokába pedig döntően az eredeti portrék kerülnek visszahelyezésre. A könyvtárban – reprodukciók és digitális eszközök segítségével – lapozgatni lehet a kastély tervezésekor felhasznált mintakönyveket.
A női szalon a finom bútorokkal, festményekkel, keleti porcelánokkal, és az eredeti, 18–19. századi árnyképekkel, valamint az egykor ebben a szobában megtalálható, tucatnyinál több magánfotográfiával kel életre.
A kastély alagsorában is érdemes lesz hosszabb időt tölteni, itt az épület 19–20. század fordulóján működő műszaki felszerelésével ismerkedhet meg a közönség. Ugyanilyen céllal a toronyba is fel lehet majd menni, ahol az eredeti víztároló tartályt és a kastély harangjait is szemügyre vehetik a bátrabb látogatók. Az emeleten a grófi hálón és fürdőn kívül a nevelőnő szobáját is megtekinthetjük, itt a személyzet egykori tagjai – a sofőr, az inas, a szakács, a kertész – saját fotóikat bemutatva mesélnek feladataikról, élményeikről a modern technika segítségével.
A visual guide-os vezetés, valamint az érintőképernyőn hozzáférhető leírások és játékok segítségével a látogató betekintést nyerhet a kastély eredeti berendezett tereibe, de akár a 19. századi lakberendezés, valamint a szalonbeli társalgás etikettjének mesterévé is válhat. Az országban egyedülálló módon megőrzött Ősök csarnokában az eredeti festményeken és reprodukciókon megjelenő neves családtagok történetüket az alagsori virtuális élménytérben „személyesen” mesélik el a látogatóknak. A kastély fénykorának és hanyatlásának történetéből árnyjáték-animációval kivetített 3D-s makett ad ízelítőt. Az ismét bejárhatóvá tett kastélypark mind rendezvények, mind családi programok számára biztosít színteret, a megújult tavon csónakázni lehet, valamint vitorlásmodelleket is kipróbálhatnak itt a látogatók. A kiépített tanösvényeken játékos formában tájékozódhatnak a történeti kertek kulturális és természeti értékeiről, és kis szerencsével a park ritka és védett lakóit is megpillanthatják a kihelyezett etetők és odúk környékén.
2021. augusztus 3-ától újra látogatható a legendák kastélya.

### Nagycenk, Széchenyi-kastély
A nagycenki Széchenyi-kastélyban folyó projekt alapvető célja olyan méltó nemzeti emlékhely létrehozása, mely képes a turisztikai trendeknek megfelelően alakuló, élményorientált kereslet kielégítésére. A multifunkcionális kulturális és turisztikai attrakció megalkotásával, a kiállításelemek továbbfejlesztése és bővítése révén a műemléképületekhez kapcsolódó történeti és környezeti értékek megőrzése fenntarthatóvá válik. A projekt során megvalósul az Öregkastély, a Széchenyi-szárny, a Virágház, a Pandúrházak, valamint a kastélypark szükséges műemlékvédelmi-, továbbá látogatói igényeket szem előtt tartó rekonstrukciója is. A Virágház jellegzetes és hangulatos, nagyablakos, reprezentatív épületszárnyában kiszolgáló egységeket és vizesblokkot is magában foglaló, a Széchenyi-örökség nívójához és szellemiségéhez méltó, külső rendezvények és kiállítások megrendezésére is alkalmas helyet tud biztosítani a kastély. A létrejövő új kiállítás anyag tematikájának gazdagsága, szerteágazó volta lehetővé teszi, hogy a kiállítást kettő, akár önmagában is „megálló”, külön-külön is látogatható részre bontsuk, amelyek az épületegyüttes kettő nagy egységében – az Öregkastélyban és a Széchenyi-szárnyban valósulnak meg.

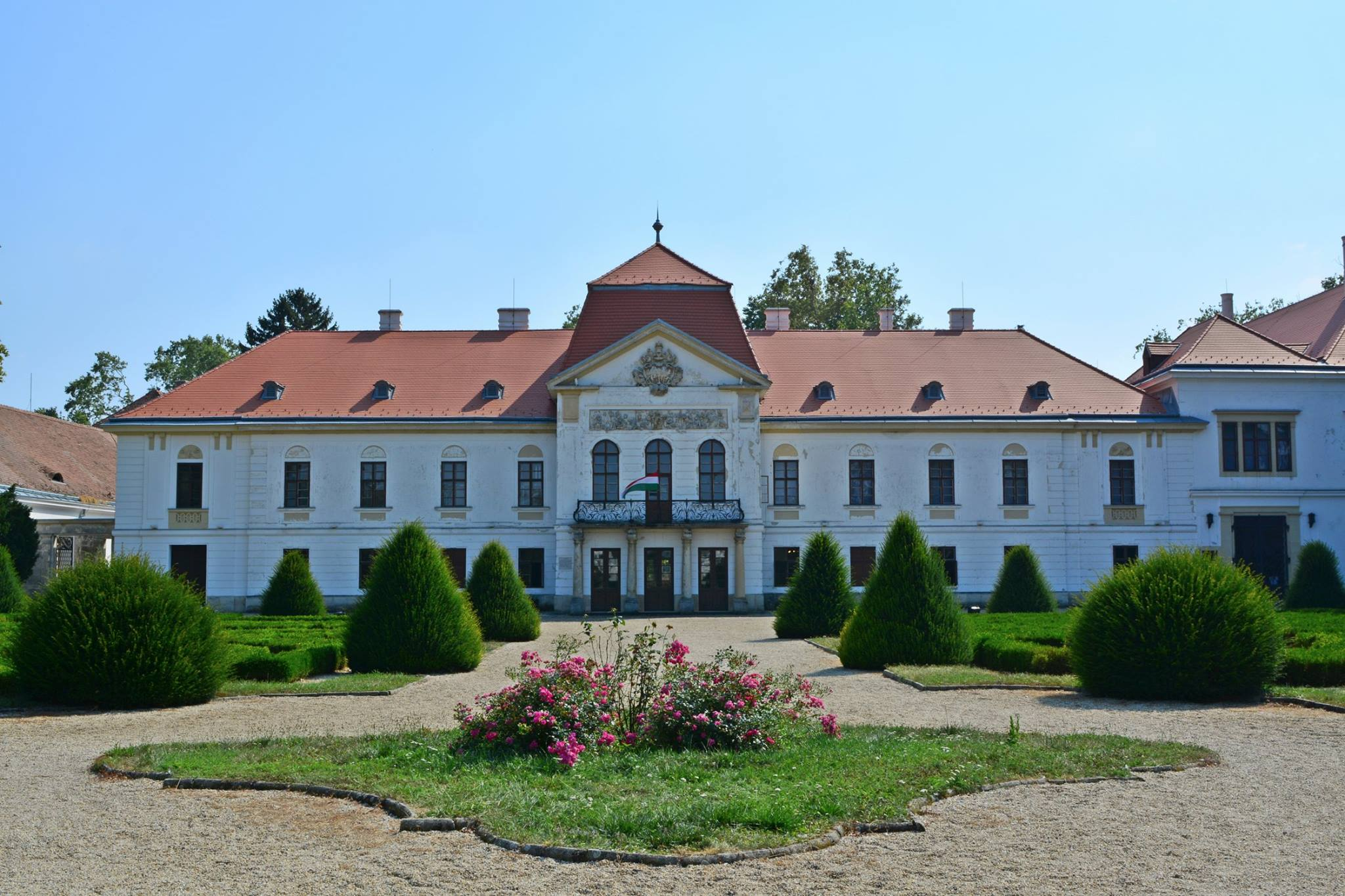
Nagycenk, Széchenyi-kastély

Az Öregkastély Széchenyi életművét tárja elénk, a legjelentősebb kezdeményezésekre és alkotásokra fókuszálva, a család-, birtok- és kastélytörténet keretében, a Széchenyi-család néhány más tagjának és Széchenyi István baráti körének jelzésértékű bemutatásával.
A Széchenyi-szárny az otthon tematikának ad helyet, ennek megfelelően enteriőr-szerűen berendezve. A látogatók megismerhetik a gróf dolgozószobáját és munkamódszerét, a számára oly fontos testápolás és egészségmegőrzés helyszíneit, a családi élet és a háznál igen gyakori vendégek fogadásának körülményeit és nem utolsó sorban Crescence világát.
E meleg, barátságos hangulatú „otthonból” lépünk át a kettős döblingi élettérbe: a Széchenyi belső világát jelképező, szintén enteriőr-szerű helyiségekből mintegy ablakon keresztül tekinthetünk ki a szanatóriumon kívüli világra. Az Öregkastély termeihez hasonlóan ebben a kiállítási egységben is az élményszerű bemutatást szolgáló, interaktív eszközökkel is tarkított, hatásos kiállítás megteremtése a cél. A két téma eltérő világát kettő különböző hangulatú kiállítási arculat tükrözi majd, megtartva ugyanakkor azt az egységes vezérfonalat, amely a teljes kiállításon és az egész kastélyegyüttesen végigvonul. Az egységességet és a személyességet szolgálja például Lunkányi János (Széchenyi István nevelője, majd birtokainak jószágkormányzója) vissza-visszatérő megjelenése a kiállítás meghatározó pontjain. A két tematikától független, de a látogatók számára szintén megjelenítendő információ a kastély építéstörténete, illetve a kastélyépület néhány megmaradt és jellegzetes részének (például a padlómozaiknak) az ismertetése.
2021. január 22-én, pénteken 13.00 órakor rendezték meg – a Nemzeti Kastélyprogram és a Nemzeti Várprogram keretében – „A nagycenki Széchenyi-kastély turisztikai célú fejlesztése” ünnepélyes alapkőletételét.

### Oroszlány, Esterházy-kastély, Majki műemlékegyüttes
Oroszlányban a majki műemlékegyüttes és az ennek részét alkotó kastély újul meg.
A remeteség infrastrukturális fejlesztésének elemei
- A projekt keretében teljes körűen restaurálásra és helyreállításra kerül hét cellaház az új funkcióknak megfelelően.
- További cellaházak esetében tetőszerkezeti és homlokzati felújítás történik.
- Megújulnak az épületekhez tartozó cellakertek is.
- A megmaradt templomtorony teljes körű restaurálása, helyreállítása, továbbá a hozzá kapcsolódó templomrom virtuális megelevenítése és bejárhatóvá tétele
- Az ásatások során nemrég feltárt kripta bemutatása, látogathatóvá tétele
- A grottakápolna felújítása, restaurálása
- Jégverem helyreállítása és bővítése egy új kiszolgáló épülettel
- Az új kerítés mellett egy pajta kerül elhelyezésre
- Az új kerítés mellett létrejön a fából készülő komposztáló is.
- Új fogadóépület és fogadótér építése a tó partján.
- Parkoló és járdák kialakítása.
- A felújítás kiterjed az egykor gazdálkodásra is használt teraszos mértani kert rekonstrukciójára, épített elemeinek teljes körű helyreállítására, és a tájképi kert megújítására is.
- A vendégek fogadását az akadálymentes parkoló kialakítása segíti majd.

A turisztikai fejlesztés elemei
A remeteség egyedi jellegére és történeti hagyományaira épülve a fejlesztés fő célja a szerzetesi élet és a remeteség gazdálkodásának megelevenítése, bemutatása. Az újonnan épülő fogadóépület helyet biztosít többek között az információs pontnak, a jegypénztárnak, az ajándékboltnak, az étteremnek és a kávézónak. Az épületben a remeteség történetéhez kapcsolódó rövid animációs filmek is segítik a látogatókat a kiállítás megtekintése előtt a ráhangolódásra. A fogadóépület külső terében pihenőpark létesül játszótéri elemekkel, sétányokkal.
További megvalósuló fejlesztések
„A kert gyümölcsei és a lélek virágai” című, több egységet magában foglaló kiállítás a majki kamalduli remeteség fogadó épületében, a cellaházakban, a templomból fennmaradt torony egyes szintjein és a korábbi templomhajó alatti kriptában, a grottakápolnában, a geometrikus barokk kertben és a 19. századi angol kertben kalauzolja végig a látogatót.
Az egyes cellaházakban egyrészt különböző enteriőr terek (kápolna, lakószoba, műhely, fáskamra) kapnak helyet, másrészt olyan cellaház is felújításra kerül, amelyben a látogató a kiállításokhoz kapcsolódó többletinformációkat is megkapja audiovizuális eszközök segítségével, mint például a remeteség felépítését bemutató interaktív térkép, vagy gyógyfőzet-keverő játék.
A látványmanufaktúra, kézműves és múzeumpedagógiai cellaházakban pedig olyan tárgyak is elhelyezésre kerülnek, amelyek megfoghatóak, kipróbálhatóak, és amelyeknek eredetijét a látogatók a kiállítás során az enteriőr cellaházakban már láthatták.
Korabeli tevékenységek megidézésével a remeteség gazdálkodása és a szerzetesek mindennapi tevékenységei egyaránt megismerhetővé és kézzelfoghatóvá válnak. Ilyen például a szappanfőzés, lúdtollal írás, konyhai növények és gyógynövények felhasználása és rózsafüzér készítés.
A látogató a cellaházak történeti hátterét virtuális valóságra épített alkalmazás segítségével a cellaházak között sétálva jobban megismerheti, betekintve ilyen módon egy-egy szerzetesi házba.
A felújított templomtorony, amely a remeteközösség lelki központja volt, a felújítás után szintén látogatható lesz. Kiállítótérként, valamint kilátópontként is funkcionál majd.
A templom műemléki felújításával összefüggésben feltárandó kriptában az elhelyezett installációk és egy egyedülálló holoscreen kisfilm segítségével ismerheti meg a látogató a barokk lelkiség halállal kapcsolatos gondolatait.
A parkban kerti meditációs tér kerül kialakításra, de helyet kap benne egy pajta is állatokkal, és egy ökopont is létesül.
A remeteség 2022. március 5-től látogatható.

### Sümeg, Püspöki palota
A már korábban felújított homlokzattal rendelkező sümegi püspöki palota közel 1500 négyzetméternyi belső területe újul meg a meglévő barokk építészeti részletek részleges rekonstrukciójával, az értékes falfestmények konzerválásával, így a palota a vendégek számára bejárhatóvá válik. Korszerűsítik a palota vízszigetelési rendszerét, ennek része a várhegy felől érkező csapadék és a rétegvizek elleni védelem kialakítása is. Felújítják, bővítik a palota gyenge- és erősáramú, valamint IT-hálózatát, alkalmazkodva a modern kor követelményeihez és megfelelő hátteret biztosítva a kialakítandó attrakcióknak.
Ajándékbolt jön létre, megújulnak a személyzeti és közönségforgalmi terek, valamint a vizesblokkok. Az egykori konyha területén külső terasszal is rendelkező kávézó létesül, amelyhez rendezvények alkalmával az épület déli szárnyának közepén elhelyezkedő „sala terrena” különleges freskókkal díszített tere is hozzákapcsolható. A valamikori dézsmapince helyén borászati bemutató helyiség kerül kialakításra, amely akár múzeumpedagógiai foglalkozások megtartására is alkalmas lesz.
A program részét képezi a palota legépebben fennmaradt belső tere, a kápolna restaurálása, valamint az emeleten található gazdagon díszített könyvtárszoba és környezetének helyreállítása is. Az egykori püspöki termek ugyancsak felújításra kerülnek, lehetővé téve a palota és mindenkori lakóinak történetét és életmódját, hétköznapjait és ünnepeit bemutató kiállítótér kialakítását.
A kastély turisztikai fejlesztésének elemei
A sümegi püspöki palota „Tágra nyílt szemmel” című kiállításának vezérfonala egy 1750-es évekbeli történet, amelynek főszereplője a szenvedélyes püspök, Padányi Biró Márton, valamint a zseniális festő, Franz Anton Maulbertsch és különös, furcsa segédei. Életük eseményei érzékletesen mesélnek egy alig ismert korszakról. Padányi Biró Márton az ellenreformáció korszakának emblematikus alakja, akinek fő műve a sümegi „néma prédikáció”, az általa építtetett plébániatemplomban megfestett freskómű, amely a rokokó festészet egyik legcsodálatosabb, nemzetközi kitekintésben is jelentős emléke. A kiállításban megjelenített, interaktív eszközökkel bemutatott freskó látványos részletei tanúskodnak a korszak emberének gondolkodásmódjáról, életszemléletéről. A kiállítás tervezői a két főszereplőt a legmélyebb részletekig megszemélyesítik. Tevékenységüket humoros, néhol groteszk módon animációs kisfilmekkel, képregényszerű illusztrációkkal jelenítik meg, máskor pedig a legmodernebb eszközökkel megvalósított beltéri vetítés (videomapping) segítségével tárják az érdeklődők elé. A palotában ugyancsak megtekinthető lesz Sümeg város „Nyolcak-gyűjteménye” is, a ma létező egyetlen állandó kiállítás az országban, amely a legjelentősebb magyar avantgárd művészcsoport tagjainak alkotásait mutatja be. A palota belső udvarában tervezett, a kiállítás tematikájához illeszkedő rendszeres esti épületvetítési programok különleges látványkapcsolatot létesítenek majd a sümegi várral, egyben a tartózkodási időt is megnyújtják. A Püspöki Palota központi elhelyezkedésének köszönhetően Sümeg város kulturális és közösségi élete megújult, multifunkcionális térrel gazdagodik.
A püspöki palota 2021. november 2-től látogatható.

### Szabadkígyós, Wenckheim-kastély
A historizáló, neoreneszánsz stílusban épült szabadkígyósi Wenckheim-kastély Békés vármegye egyik legpompásabb kastélya, amelyet hatalmas park ölel körül. A fejlesztés alapvető célja az évszázados múltra visszatekintő kastély és kastélypark építészeti-műszaki megerősítése, a turistafogadás feltételeinek javítása, valamint egyedi turisztikai profiljának kialakítása, mely által vonzereje tovább erősödhet. Ezen cél elérése érdekében a kastély a fejlesztés eredményeként a főúri romantikát és a főúri tradíciókat hivatott megeleveníteni, a hagyományos interpretációs eszközök és interaktív élmények, események által.
A kastély infrastrukturális fejlesztési elemei
- A főépületben teljes tető- és homlokzatfelújítás, utólagos szigetelés és gépészeti munkák fognak megvalósulni, valamint teljes körű közműfejlesztésre is sor fog kerülni.
- Felújításra kerül sor a főépület földszintjén, ahol kiállítótereket alakítanak ki, valamint vetítőterem, kávézó és ajándékbolt létesül.
- Felújításon esik át a torony, a félemelet és a pince egy része is.
- A megmaradt történeti padló- és falburkolatokat, falfestéseket restaurálják.
- Részlegesen felújítják a kastélyparkot, itt egy tematikus játszótér létesül, amely a grófi családhoz köthető témákat idéz fel.

A kastély turisztikai fejlesztési elemei
A kiállítás hívószava „Vendégségben Wenckheiméknél”: a Wenckheim család aktív társadalmi életére és híres vendégszeretetére helyezi a hangsúlyt. Az új kiállítási tematika valódi látogatói élményen alapul, és olyan érzéssel tölti el a látogatót, mintha egy időutazás során, a Wenckheim család vendégeként érkezne a kastélyba. A hagyományos eszközök mellett lehetőség adódik a különböző élményelemek kipróbálására is, mint például: könyvajánló installáció a könyvtárban, festőállvány installáció, személyzeti hívócsengőrendszer, divatinstalláció, vagy képeslap írása egy preparált íróasztalon. Az úgynevezett „napfényes műterem”-ben különböző korabeli háttérrel, izgalmas jelmezekben fényképezkedhetnek a látogatók. A vetítőteremben a családhoz vagy a kastélyhoz köthető régi filmek lesznek bemutatva. A látogató VR-szemüveggel a repülés élményét élheti át a kastély felett. Az egykori babaház helyén egy új, zsindelytetős babaház épül fel, kicsinyített formában.
A kastély 2022. március 20-tól látogatható!

### Szigetvár, Andrássy-kastély
1689-ben foglalták vissza a császári csapatok a szigetvári várat, amelynek erődítését azonnal elkezdték a hadmérnökök. A dzsámi és a tőle délre álló épület ekkor a várparancsnok lakóhelyéül szolgált. Az erődítmény belső területén található minaret valószínűleg a XVIII. században pusztult el, míg a dzsámit raktárrá, magtárrá, lakóházzá, végül kastéllyá alakították át.
1780-ban a várat gróf Festetics Lajos vásárolta meg. A Festetics-uradalom és birtokközpontként működő vár a 19. században többször gazdát cserélt. 1832 körül nagyatádi Czindery László vásárolta meg, tőle unokái, báró Wenckheim Béla és Leontina örökölték. 1871-ben Leontina hozományaként férje, gróf Andrássy Aladár birtokába került. A 20. század elején fiuk, gróf Andrássy Sándor, majd az 1920-as évektől az ő fia, Mihály gróf volt a birtokos. 1908-tól számos képeslapon szerepel a vár és annak épületcsoportja, valamint a kastély és a magtár az őket körülvevő kerttel.
1927-től Kiss Tibor tervei szerint újjáépítették és a dzsámival közös tető alá hozták az Andrássyak kastélyát. „Szigetváron gróf Andrássy Mihálynak kellett otthont fejleszteni Zrínyi Miklós várából… Építettünk emeletes verandát, lépcsőt, úszómedencét, kazamatából hűtőzködő csarnokot – kriptoportikus a la Mathias Rex – vendégszobákat, minaret-rekonstrukciót, mert a csonkja megvolt. Mindezt nem a legkorszerűbb műtörténeti tanulmányok alapján, hanem a török követ tanácsai szerint. A tervek egy része szénnel meszelt, a falra rajzolva, házilagos kivitelezés számára, de jó kedvvel és ízléssel, kaliforniai beütéssel” – írja feljegyzéseiben. Az építkezések folyamatát és a létrejött emeletes kastélyt megörökítő fotók nagy része az Andrássy-birtok intézőjének családjából került a Városi Könyvtárba.

### Szécsény, Benczúr-kúria
A szécsényi Benczúr-kúrában zajló projekt célja a kúria rehabilitációja, egy a 21. századi igényeknek és trendeknek megfelelő, komplex szolgáltatást nyújtó turisztikai attrakció kialakítása, mely a látogatók számára a kulturált pihenést, ismeretszerzést és a szabadidő minőségi eltöltését szolgálja. A fejlesztés révén a kúria közösségi, kulturális térként való hasznosítása valósulhat meg.
Tervezett fejlesztések
A Nemzeti Kastélyprogram és Nemzeti Várprogram hálózatos együttműködő rendszerének kialakítása során fontos állomás a szécsényi Benczúr-kúria, amely Nógrád vármegye kiemelt helyszíne a szécsényi Forgách-kastély mellett. A fejlesztésre kerülő örökségi helyszín a régió turisztikai attrakcióit erősíti, növeli a tartózkodási időt, kiemelkedő műemléki vonzerőt jelent majd a térségben kirándulók számára. Kínálata szorosan összefügg az itt már megjelenő turisztikai attrakciókkal. A fővárosból hosszú hétvégékre ideális célpont lehet.
A projekt keretében a kúria teljes tetőszerkezete és homlokzata megújul valamint a kúria földszintjének részbeni helyreállításával új kiállítóterek és hozzájuk tartozó kiszolgáló terek jönnek létre. A földszinten nem az összes helyiség kerül felújításra, hanem csak a helyiségek egy része. A kiállítási terekhez a következő kiszolgáló terek kialakítása tervezett: fogadótér, ruhatár, kávézó, ajándékbolt, vizesblokk, kávézó raktár-öltöző-konyha, kiállítási installációs raktár, gépészeti helyiség. A tervek szerint megújul a kúriaépület közvetlen környezete is, a kertben úthálózat és parkoló egyaránt kialakításra kerül.
A fejlesztés során az épület történelméhez, korábbi funkciójához kapcsolódó kiállítások jönnek létre, melyek biztosítják az élményszerű látogatás feltételeit az élményelemeket jelentő technikai fejlesztésekkel és interaktív bemutatási formák alkalmazásával. Az épület teret ad kulturális és művészeti programoknak, alkotótáboroknak és egyéb rendezvényeknek.
A Nemzeti Kastélyprogram és Nemzeti Várprogram hálózatán belül egyedi attrakciót jelenthet Benczúr Gyula képzőművészeti alkotásainak a modern technika által megelevenedő bemutatása és a mozgalmas képi világon keresztül a magyar történelem egyes korszakainak egyedi látványhoz kapcsolódó megismertetése.
Kastélyépület
- A kastély és a műterem épületének műemléki szempontok figyelembe vételével történő építészeti, műszaki felújítása
- Benczúr Gyula életét és munkásságát bemutató, mai kornak megfelelő, interaktív kiállítási tartalom létrehozása
- Sokszínű, igényes kínálattal, Benczúr-tematikán és helyben termelt, kézműves termékeken alapuló ajándékbolt megnyitása
- Kávézó, múzeumpedagógiai foglalkozásoknak helyet biztosító többfunkciós kiállítóterek és rendezvénytér kialakítása

Turisztikai attrakciók
- Az újjászületett falak között létrehozott kiállítás interaktív módon mutatja be a festő műveit. Az interaktivitás olyan multimédiás eszközökkel növeljük, mint pl. visual guide, gigapixel alkalmazások, hangzó anyagok, fotókból összeállított diaporáma, projektoros vetítés, többérintős képernyő, falgrafika, épített installációk.
- A látogatók megismerhetik Benczúr korát és a Millennium időszakát a festmények tükrében.
- Turisztikai információs pont kialakítása, ahol a látogatók információt kaphatnak a további térségbeli, közeli látnivalókról, különös tekintettel a kulturális célú attrakciókról.[15]

### Tata, Esterházy-kastély
A tatai Esterházy-kastélyt történeti jelentősége, a diplomácia történetében játszott szerepe és gyönyörű természeti környezete emeli ki a magyar kastélyok közül.
A projekt keretében a kastélyegyüttes főépülete kerül fejlesztésre, amelyet néhány, az ún. kiskastély déli szárnyában elhelyezett kiszolgáló funkció tesz teljessé. A teljes gépészeti és elektromos rendszer cseréje, valamint a födémek és a falazatok megerősítése is megtörténik. Az eredeti állapotnak megfelelően kerül helyreállításra a kastélyegyüttes belső udvara is. Az épület hátsó parkjában a biztonságos bejárhatóságot biztosító faápolási munkák kivitelezése is megtörténik. A kastélyegyüttes fejlesztésbe bevont alapterülete (bruttó/nettó): 3489 m²/2820,21 m². A projekt keretein belül több eredeti épülettartozék, így például a főépület első szintjén lévő eredeti barokk parketta burkolatának, vagy az eredeti falfestéseknek a restaurálása megvalósul. Az eredeti értékes elemek további védelmét a tetőhéjazat javítása, cseréje, az épületek szigetelése, valamint a vakolat műemlékvédelmi szempontoknak megfelelő helyreállítása biztosítja.
A tervezett kiállítás súlyponti eleme a főúri életforma bemutatása, amely a kastély főépületének tematikailag három, egymástól jól elkülönülő részén (női, gyermek, férfi) átvezetve, több generáció számára is érdekes és gazdag kiállítási tartalom segítségével ismerteti meg a látogatót a ház egykori lakóinak életével. A kastély történeti terei jól dokumentáltak, archív felvételek alapján lehetőség nyílik eredeti enteriőrök rekonstrukciójára és bemutatására. A restaurált terek, illetve az azokban kialakított kiállítások felidézik az egykori termek, lakosztályok eredeti funkcióját, berendezéseit. A családtörténeti, birtoktörténeti és építéstörténeti egységek a teljes szépségében helyreállított emeleti díszterem családi arcképgalériáját vezetik be. A nagyszalonban kialakításra kerülő kiállítás az uralkodói látogatásokra épül; az itt aláírt schönbrunni béke, majd az itt lebonyolított közös hadgyakorlat, a császármanőver kapcsán szó esik a diplomataként tevékenykedő családtagokról, a diplomácia kultúrájáról. Ehhez a térhez csatlakozik az ún. békekabinet, ahol a család a schönbrunni békekötés ereklyéit őrizte. Az emeleten a grófnő lakosztálya kap majd helyet. A grófnő szalonját, hálószobáját, toalettszobáját és fürdőjét a házasságkötések sajátos diplomáciáját megelevenítő, az arisztokrata család asszonyait bemutató kiállítás vezeti be. A grófi lakosztály írószobájával, biliárdtermével és gardróbjával a földszinten kap helyet. Ugyancsak itt zenei élmény várja a látogatókat: az Esterházy család gazdag zenei örökségével ismerkedhetnek meg, az egykori udvari zenekarral és a kastélyszínházzal, valamint a zeneszerző Esterházy Ferenc gróf szabadtéri színházának muzsikájával. A földszint két egykori nagyszalonja közösségi térré alakul.
A kávézóban az Esterházy család tatai fajanszgyárának termékei fogadják a látogatót. A tó felőli szalon rendezvénytér lesz, a berendezésében is rekonstruált és helyreállított címeres üvegablakkal ellátott kastélykápolnával nyílik majd egybe. A helyreállításnak köszönhetően a kastély reprezentatív terei kiemelten alkalmasak lesznek magán- és vállalati rendezvények, esküvők megtartására. A kiállítási tartalmat, felújított tereket és enteriőröket olyan izgalmas, modern és hagyományos eszközök teszik még élvezetesebbé, amelyek minden látogató számára értelmezhetővé teszik a kastélyt és annak történetét, elképzelhetővé válik az egykor az épület falai között zajlott élet. Ugyancsak kiemelt figyelmet kapnak azok a turisztikai eszközök, amelyek nemcsak segítik a bemutatott témák megértését, de élményszerűvé is teszik a kastélylátogatást a gyerekek és felnőttek számára egyaránt (pl. interaktív terepasztal, babaház, multitouch diplomáciai térkép, egyedi családfa installáció, videomappinges megoldások és kincskeresés).
A modern információtechnológiai eszközök, letölthető applikációk, valamint a visual guide segítségével az egyes terekben további érdekes kiállítási információk, képek, filmek tekinthetők majd meg és tölthetők majd le saját vagy kölcsönözhető okoseszköz segítségével. A beruházásnak köszönhetően a várral és az angolparkkal együtt egy egyedi, Tata arculatát meghatározó komplex kulturális együttes jön létre a tó partján. A kastély és a város adottságai a későbbiekben nagy jelentőségű diplomáciai eseményekre is megfelelő körülményeket biztosíthatnak.
Országos események zajlottak a falai között, és olyan uralkodók látogattak ide, mint I. Ferenc császár és király, I. Ferenc József császár és király, II. Vilmos német császár, és IV. Károly császár és király. Magyar Newmarketként is emlegették az angol mintára szervezett lovassport központja után. Kastélyszínháza volt, amelyet ugyanaz a Fellner és Helmer cég tervezett, amely a Vígszínházat, a kecskeméti és a kolozsvári színház vagy a bécsi Konzerthaus épületét. A kastélyszínház nézőterét Gustav Klimt festette le. Az Öreg-tó felé kinyíló tatai Esterházy-kastély épített örökségünk egyik különleges kincse.
Tata 1727-ben került az Esterházy család kezére, gróf Esterházy József országbíró ekkor vásárolta meg a tata–gesztesi uradalmat. A birtok berendezése az elmocsarasodott vidék lecsapolásával és telepes jobbágyok betelepítésével kezdődött, a kastély csak később épült fel. Először a török időkben romossá vált, egykori királyi vár helyén álmodta meg Esterházy Miklós gróf a kastélyt, amelynek tervezője a tatai építesz, Fellner Jakab volt. A gróf korai halála miatt nem valósult meg a terv, de az építőmestert a terv híressé tette. Fellner megbízásai ezután szaporodtak, pozíciója megerősödött, az uradalmi építési iroda élén állt, és a tatai gróf testvérének, Esterházy Károly püspöknek a pápai családi, valamint az egri püspökségi építkezésein is foglalkoztatták.
Végül a vár szomszédságában épült fel a kastély, a tervező ezúttal is Fellner Jakab volt. Az építtető Esterházy Ferenc, aki apjához hasonlóan szintén diplomataként működött. A gróf az építkezés befejezése után rövidesen vendégül láthatta az uralkodót, aki nem egyszerűen látogatóba érkezett ide. 1809-ben ugyanis Napóleon Wagramnál győzelmet aratott, Ferenc császár és udvara pedig menekülni kényszerült. A császár maga a tatai kastélyban töltötte a békekötés előtti hónapokat, és 1809. október 14-én itt írta alá a schönbrunni békét.
A kastély következő gazdája, a hitbizomány feje Esterházy Miklós volt. Bár csákvári kastélyát preferálta, miután azt földrengés rázta meg, hosszasan tartózkodott Tatán. Itt fogadták francia feleségével, Roisin márkinővel a madame royale-t, Anguolême hercegnét, aki XVI. Lajos egyetlen életben maradt lánya, és XIX. Lajos francia király felesége volt – ahogy Napóleon megállapította róla a Bourbonokkal kapcsolatban – „az egyetlen férfi a családban”.
A vendégek az ún. „kiskastélyban” szálltak meg. Az oldaltornyos kastély földszintjének déli részén volt a grófi lakosztály, az emeleten pedig a grófnéi lakosztály kapott helyet. Az aranyozott és festett faburkolattal ellátott királyi díszebédlő, valamint a 20. században kialakított hollandi csempés és márványfürdőszoba ma is eredeti formájában látható. A kastélyhoz angolpark tartozott, az épület mögötti 18. századi kert kialakítása Karl Ritter nevéhez fűződik. A kertben található faragott díszkutat Schweiger Antal készítette.
Az igazi virágkor 1867 után következett be a kastély életében. Tata ebben az időszakban komoly lovas központtá vált a Monarchia területén, magyar Newmarketként emlegették, az angol mintára szervezett lovassport központja után. Lóversenypályák épültek, derbiket rendeztek, és itt állították fel a tréningtelepet, ahol a főúri istállók lovait zsokékból kiöregedett angol trénerek készítették fel a versenyekre. Esterházy Miklós József gróf maga is kiváló lovas volt, számos verseny győztese, a Lovas Egylet tagja, a bécsi Jockey Club megalapítója, a nagy falkavadászatok házigazdája és „mastere”. Korábban is vendégül látta tatai kastélyában az uralkodót, így került sor arra, hogy I. Ferenc József császár és király egy diplomáciai célú, nagyszabású, II. Vilmos német császárral közös hadgyakorlat helyszínének választotta „Count Nicky” tatai birtokát, szálláshelyként pedig a kastélyt vették igénybe 1897. szeptember 12. és 15. között.
Szomorú eseményről is tanúskodnak a tatai kastély falai… 1921 októberében IV. Károly második visszatérési kísérletének kudarca, a vesztes budaörsi csata után érkezett Tatára. Miután ugyanis a volt királyt letartóztatták, Esterházy Ferenc tatai kastélyába vitték, majd innen internálták Tihanyba, s végül madeirai száműzetésébe.
A kastély történetében a történelmi háttér is érdekes, de a kastély falai közt zajló élet, a hétköznapok és az ünnepek, a művészeti események legalább annyira figyelemreméltóak. 1806-ban, abban az időben, amikor a kényelmesen berendezett kastélyban már gyakorta időzött az Esterházy család, felállítottak itt egy udvari zenekart. Menner Bernát 40 éven át uradalmi kórusigazgatóként, zeneigazgatóként vezette a zenekart, gondoskodott a kastélyban (és a plébániatemplomban) a zene szolgáltatásáról, komponált, a csákvári kastélyszínházban pedig operát mutatott be.
A művészet szentélye, a kastélyszínház Tatán csak jóval később, 1889-ben, Esterházy Miklós idejében épül fel. Miklós gróf gondoskodni kívánt a derbikre érkező vendégek esti szórakoztatásáról, s ennek érdekében a Fellner és Helmer céggel kastélya mellé egy kis ékszerdoboznak beillő, neorokokó színházat építtetett. A színház zeneigazgatója Rayman Rezső zongoraművész volt, aki történelmi operákat komponált a gróf kérésére. A csodagyereknek számító Rayman Szinán pasa című vígoperáját, miután Gustav Mahler Tatán megtekintette, az Operaházban is műsorra tűzték. Egy alkalommal a gróf egy Bécsben látott, színházi nézőteret ábrázoló kép hatására elhatározta, hogy saját színházát is megfesteti a bécsi mesterrel: így került a fiatal Gustav Klimt Tatára, ahol 1893-ban el is készítette a tatai Schlosstheater nézőterét ábrázoló festményt. A kép eredetije ugyan elveszett, de a történet maga is tanulságos, és fényt vet arra a szerepre, amit a tatai gróf kastélya és városa töltött be egykor a Monarchián belül. A színházat a következő tulajdonos, Esterházy Ferenc özvegye, Lobkovitz Anna Berta elbontatta 1913-ban, mivel a legenda szerint féltette a fiát a bohém világtól. Nem sikerült azonban megvédenie: az ifjabb Ferenc zeneszerzést tanult New Yorkban, operát szerzett, és szabadtéri színházat alakított Tatán az 1930-as években.
A Nemzeti Kastélyprogram és Nemzeti Várprogram keretében megújul a tatai Esterházy-kastély. A tervezett kiállítások a kastélyt régi fényében fogják bemutatni. A műemlékileg helyreállított díszteremben, a grófi és a grófnői lakosztályban, valamint a kastély más termeiben szerepet kap a kastély története is, a család története is, külön kiemelve pedig a diplomáciatörténet jelenik meg, középpontjában a Császármanővernek nevezett hadgyakorlattal. A schönbrunni békére a már eredetileg az Esterházy család által berendezett és fenntartott emlékszoba irányítja majd rá a figyelmet.
A család szerepét, kapcsolatrendszerét házasságok erősítették. A feleségek kapcsolatai nemcsak vagyont, de európai beágyazottságot is jelentettek – ez a kiállítási téma a grófnői magánlakosztály bevezető szobájában szervesen illeszkedik az azt követő szalonhoz, háló-, toalett-, és írószobához, valamint a márványfürdőhöz. A grófi lakosztály angol biliárdasztalával, számos festményével a lóversenyek és a falkavadászatok korszakának, azaz a kastély virágkorának az emlékét őrzi majd.
Újjá fog születni a kastélykápolna címeres üvegablakaival, hímzett címeres miseruháival, oltárképével. Történeti enteriőr születik az emeleti díszteremben (nagyebédlőnek is hívták), ahol az egykori faragott és aranyozott faburkolat újra az Esterházy-ősök képmásaival gazdagodik.
Az enteriőrökbe ágyazott kiállítási tartalom, a látvány és a berendezések az Esterházy família grófi ágának a múltjáról, a kastély életéről mesélnek. A látogatók számára kínált további lehetőségek is ugyanerre irányítják a figyelmet: bepillanthatnak a kastélyrestaurálás menetébe, műhelytitkaiba, de belehallgathatnak az udvari muzsikába, régi és új könyveket lapozhatnak a kastélykönyvtárban, a gróf fajanszedényeinek pontos másolataiban szolgálják fel számukra a kávét, applikációk segítségével pedig böngészhetnek a legkülönfélébb történeti tartalmak között. A gyermekeket fiú és lány játszószoba várja, ólomkatona készletekkel, igazi babaházzal.
2021. május 25-én nyílt meg a megújult tatai Esterházy-kastély, amelynek csodálatos műemlék épületében „A Béke szigete” című, interaktív elemekkel gazdagított tárlatot is megtekinthetik az érdeklődők.

### Tiszadob, Andrássy-kastély
A tiszadobi kastélyt gróf Andrássy Gyula, Magyarország miniszterelnöke, az Osztrák-Magyar Monarchia közös külügyminisztere építtette. 1872-ben vetődött fel egy gótikus stílusú vadászlak építésének gondolata, viszont alighogy elkészült, máris tervbe vettek egy nagyobb épületet. 1880 és 1885 között épült fel a kastély Meinig Artúr tervei alapján. Az aszimmetrikus tömegképzésű, eltérő magasságú és formájú tornyokkal épített historizáló épület a Tisza holtágára kifutó, nagy kiterjedésű parkban áll, melyben a kastély melléképületei és modern épületek is helyet kaptak. A francia, Loire-völgyi 14.-16. századi kastélyok hatása érezhető a tornyokkal gazdagon tagolt épülettömbön. Az U alaprajzú épület négy sarkán egy-egy torony emelkedik, a délnyugati és az északkeleti sarkon egy-egy kerek, az északnyugati és a délkeleti sarkon pedig egy-egy szögletes alaprajzú torony. Ez utóbbihoz kapcsolódik a Budapestről átszállított Andrássy-ebédlő zárterkély-építménye, mint utólagos bővítmény.
A kastély berendezését, a környék parkosítását már a gróf fia, ifj. Andrássy Gyula fejezte be. Értékes műkincseket őrzött az épületben: barokk festmények, olasz, francia, németalföldi és német mesterek művei, azon kívül modern francia műalkotások, főként a barbizoni iskola tájképei függtek a falakon, régi és kortárs magyar festmények mellett. Több ezer kötetes könyvgyűjtemény és számos értékes bútor volt a kastélyban. A lovagtermet az ősök galériája, gobelinek és fegyverek díszítették. Az egykori angolkert a Tiszáig leért, az épület mellett a franciaparkok mintájára szabályosan nyírt örökzöld sövényből labirintust alakítottak ki. A kastélypark területe 46 100 négyszögöl, amelyhez a Tisza medrének 4 390 négyszögöles területe is hozzátartozott az 1931-es felmérés szerint. A kastélytól északra elterülő tisztáson arabeszkszerűen nyírt növényzet volt, buxusokból és tiszafákból. A kertrészben egy márványszobrot és egy szobrászmunkával díszített kőoszlop virágvázát is elhelyeztek. A kastélykert déli részében 3 melléképület állt. Az istálló egyik épülete 1872-ben épült, az ezzel szemben lévő L alakú istállóépületet 1886-ban létesítették. 1892-ben épült a nagy konyha, melyet 1923-ban kulcsárlakká bővítettek. A bejárat mellett épült a régi kulcsárnői lak 1890-ben, melyet gép- és mosóházzá alakítottak 1923-ban. 1886-ban épült az erdészlak a park nyugati részén, melyet később kertészlakká alakítottak. Ettől távolabb fából készült fácánkamrák és vályogfalú őrgunyhó (1872) helyezkedett el. A kastélytól keletre a Tisza holtág partján, faszerkezetű csónakház is létesült 1914-ben, északkeletre pedig teniszpálya terült el. 1892-ben készült el a kastély kerítése.
A gyönyörű kastély azonban nem maradhatott meg eredeti formájában az utókor számára, mert az első világháború után, 1918-ban a nekiszabadult nép feldúlta a pompázatos gazdagsággal berendezett kastélyt. Polgár felől fegyveres forradalmárok érkeztek 10-12 kocsival. Betörték a nagykastély ajtaját, teljes bútorzatát összetörték, az ablakokat belövöldözték. Összezúzták a velencei tükröket, a csillárokat, szobrokat és kerámiákat, a drága festményeket, könyveket megsemmisítették, széthordták. A gróf – úgy mondják – nem is jött soha többé a tiszadobi kastélyba. 1945-tel véget ért az Andrássyak története Tiszadobon. A II. világháború végén román katonai kórházat telepítettek a kastélyba. Az itt elhunyt román katonák ma is a parkban nyugszanak. A kastély állami tulajdonba került. 1948-ban 300 osztrák gyerek nyaralt itt, majd egy éven át görög menekültek gyermekei kerültek ide. 1950-től a közelmúltig gyermekvárosként működött. A gyermekváros – mely a magyar gyermekvédelem kiemelkedő értékű nevelőiskolája, menedékhelye az elhagyott gyermekeknek – 2007-ben a településen belül egy modern, épület-együttesbe költözött. 1998-tól minden év augusztusában megrendezésre került a kastélyban az immár hagyományosnak nevezhető tiszadobi zongorafesztivál, a “Zongora Ünnepe Keleten”, ahol a hazai és a nemzetközi zenei élet legkiválóbb zongoraművészei léptek fel.
A kastély épületben az Andrássy családot és a kastély történetét bemutató kiállítás helyszínei a földszinti teremsor illetve a lovagterem, az első emeleti termek közül szinte valamennyi, illetve a toronyszoba két szintje, Andrássy Katinka hálója és az alatta elhelyezkedő dolgozószoba.
Az emeleten két termet érintően a gyermekváros kiállítás a hajdúhadházi kezdeményezésektől mutatja be a tiszadobi gyermekváros történetét, személyes vallomások, levelek, adatok mentén. A kiállítás személyes visszaemlékezések feldolgozása mellett egy- egy életre keltett tárgy segítségével mutatja be a gyermekvárosi időszakot. A gyermekek olyan védett és nyugalmas helyzetet talán sosem élveztek, mint a csönd borította tiszai holtág partján. Az épületben kerül kialakításra egy kávézó a látogatók igényeinek kiszolgálására.
A tiszadobi Andrássy-kastély turisztikai attrakció fejlesztése alkalmából 2020. október 9-én, 11.00 órakor helyezték el azt az időkapszulát – a Nemzeti Kastélyprogram és a Nemzeti Várprogram keretében –, amely a tiszadobi Andrássy-kastély új állandó kiállításának a fejlesztési munkálatainak megkezdését jelentette.

### Várpalota, Zichy-kastély
Várpalotán a barokk stílusú Zichy-kastély felépítése gróf Zichy (II.) Imre nevéhez fűződik. A két világháború között tiszti kaszinóként, parancsnoki épületként használták a kastélyt, majd a II. világháború után rövid ideig a kommunista párt székháza volt. 1977-ben Tüzérségi Fegyvernemi Múzeum jött létre az épületben, majd 2004-ben megnyitotta kapuit a Trianon Múzeum, amely páratlan gyűjteményével és a magyar nemzet számára sorsdöntő éveket bemutató kiállításaival egyedülálló a világon. A Trianon Múzeum a magyar emlékezetpolitika egyik legfontosabb intézménye. A gazdag kiállítási anyag a program keretében tovább bővül, és interaktív elemekkel egészül ki. A felújított, megszépült környezetű épületben olyan egyedi kiállítóhely jön létre, amely modern bemutatóival, innovatív tartalmi, technikai elemeivel, szolgáltatásaival nemzetközi viszonylatban is vonzóvá teszi a Zichy-kastélyban működő Trianon Múzeumot.
Tervezett fejlesztések
- Állagvédelmi és felújítási célú beavatkozások a kastély épületen, új fűtési rendszernek kialakítása.
- Múzeum shop, ruhatárral, kávézó/büfé kialakítása, rendezvényterek létrehozása.
- A lehetőségekhez mérten a lehető legnagyobb mértékű fizikai akadálymentesítés, infokommunikációs akadálymentesítés, szelektív hulladékgyűjtés az épületben.
- Új kiállítások és élményelemek: multimédiás „Trianon-életfa”, modern számítógépes foglalkoztató, panoptikum, mozi szolgáltatás, tematikus szabadulós játék.
- Modern elektronikus látogatómenedzsment eszközök, legmodernebb bemutató technika (fény-, hang- és vetítés technika, IT eszközök, VR/AR megoldások), valamint kézbe vehető, tapintható, felpróbálható, kipróbálható tárgyak, eszközök.
- Helyreállított kastélykert élményelemekkel.[18]

## Nemzeti Várprogram

### Doba,Somlói vár(Veszprém vármegye)
A somlói vár rekonstrukciós projekt keretén belül az Alsóvárban zárható terek kerülnek kialakításra, melyek egy új kiállításnak fognak otthont adni. A várat belépődíj szedése nélkül bárki ingyenes látogathatja. A cél az, hogy Somló vára a későbbiekben a bakancsos turizmus egyik kedvelt pontja legyen.
Vártörténet:
Az első vár keletkezésének ideje ismeretlen. 1092-ből, Szent László idejéből “castrum Somlyó” néven való említése hamis oklevélen alapul, amely 1389-1390-ben készült és 1399-ben írták át. (Ugyanis maga a “Somlyó” névalak is hibás!) Valószínű tehát, hogy Szent László idejében vár még aligha lehetett itt. Feltehetőleg a tatárjárás, tehát 1241-1242 után épült mint királyi vár. Királyi vár 1370-ben és 1380-ban is, amikor Ákos bán a várnagya, aki a mai Szent Márton-kút melletti Szentmártont – a vásárhelyi apácakolostor védelme címén – Somló várához csatolta, 1386-1389-ben ismét visszakerült a királyné birtokába Zámbó Mihálytól, akinél zálogban volt. 1389-1390-ben Zsigmond király a kedvelt, és a hozzá mindvégig hűséges Garaiaknak: Miklós nádornak és testvérének, Jánosnak és utódaiknak adja.
1419-ben a döbröntei Himfi család közeli Galsa falujából hajtottak el állatokat Garai János somlyói várnagyai, Balai Domonkos és Pápai György, valamint famulusuk, Pécselyi Gáspár. Garai Miklós 1432-ben Zsigmond király előtt megosztotta családi birtokait két fiával, Lászlóval és a legifjabb Miklóssal. Miklós kapta Somlyó várát, de halála után (1435/36) László örökölte. 1435-ben Morochelyi Farkas és Kolos Jeromos a somlyói várnagy.
1440-ben Garai László a Bécsbe menekült Erzsébet királyné pártjára állva hadakozott az I. Ulászló pártiakkal. Az ifjú király csapatai a Rozgonyiak vezényletével elfoglalták Somlót is. Rozgonyi János és testvérei uralták egészen 1446-ig. Végül 1460-ban került vissza a Garai családhoz.
1461-ben Garai Jób elcserélte a várat Antimus Jánossal annak szigetvári váráért. Antimus Mátyás király előtt perelte Ostfi Ferenc soklyói várnagyot, mert az nem engedte birtokba venni a várat. Végül 1464-ben Ostfi László átadta a várat Antimusnak, aki valóságos rablótanyává züllesztette azt. Végül Mátyás a sok panasz miatt elítélte Antimus Jánost és Lászlót, az utóbbit fejvesztésre, Jánostól pedig elkobozta Somlyó várát, amelyet Mátyás király Kanizsai László lovászmesternek adományozott. Az ő tulajdonában van 1470-ig, mikor is visszakerül a Garaiakhoz.
Antimus János a per elől menekülve még azt megelőzően Somlyót elcserélte Szapolyi Imrével a Szatmár vármegyei Németiért és évi 24 hordó hegyaljai borért, biztosítékként felajánlva neki Sziget várát, ha azt visszaszerzi Garaitól. Garai Jób ugyanakkor a király előtt perbe vonta Antimust Somlyó és Sziget várainak cseréje ügyében. A per végül 1470-ben azzal az ítélettel zárult, hogy Antimus Jánosnak vissza kellett adnia Somlyót Garai Jób számára, aki a hosszú per ideje alatt azt 1500 forintért visszaváltotta Kanizsai Lászlótól. Az összeg fejében, mivel az Antimust terhelte, Garai zálogként megkapta Sziget várát és uradalmát.
1464-ben és 1478-ban a vár Veszprém vármegyei tartozékai: Berzseny, Doba és Torna. Garai Jób birtoklása alatt a somlyói várnagyok számos perben vannak említve hatalmaskodás miatt. Garainak meg kellett osztozni a Szécsiekkel is a váron, közös várnagyokat is tartottak. Garai Jób 1479-ben megvette a Szécsiek nyolcadját, és eladta a váruradalmat Mátyás királynak, aki még ugyanebben az esztendőben Kinizsi Pálnak adományozta. Kinizsi utasítására rövidesen a kis területű erősségbe érkezett Leányfalvi Ágoston – aki azelőtt vázsonyi várnagyként építkezett – hogy az új állomáshelyén is jelentősebb munkálatokat végeztessen el. Valószínűleg ekkor létesíthették a támpillérekkel tagolt külső várfalat is. Mátyás király halála (1490) után Szapolyai István nádoré, neki Kinizsi zálogosította el. A Szapolyaiak 1495-ben Bakócz Tamás egri püspöknek és testvéreinek adják el 12 ezer aranyforintért, amit II. Ulászló 1502-ben hagy jóvá.
Somló vára Bakócz Tamás alatt éli fénykorát. Ő építtette át szép várrá, aminőnek romjai alapján el tudjuk képzelni. Ekkor készülhettek a vár faragott ajtó-, ablakkeretei, a szép boltíves és tornyos kápolna.
Bakócz Tamás az ország egyik leggazdagabb főpapja volt, aki nagy vagyont harácsolt össze rokonsága számára. 1498-ban két nagy, több kis ágyú, két seregbontó védte a várat. Bakócz Tamás 1501-ben, majd 1517-ben végrendeletileg unokaöccsének – az erdődi Bakócz név helyett monyorókereki Erdődy nevet felvett Péternek adta Somló várát és uradalmát. 1548-ig az Erdődyek birtokolják, amikor is Erdődy Péter – Vörösvár kiváltása miatt – Somló várát és tartozékait a devecseri Csóron Andrásnak elzálogosítja. A mohácsi vész (1526) idején messze vidéken csak Somló vára volt a magyarság egyetlen erőssége, mert Csóron András devecseri várkastélya csak 1530 után épült fel. A hírhedt devecseri Csóronok – védelem címén – agyonzaklatták a szegény jobbágyokat és a vásárhelyi apácákat, zsarnokságuk ellen pedig hiába emelték fel szavukat a Habsburg királyok.
Fehérvár 1543. évi ostroma idején véres csata zajlott a hegy lábánál. A Zrínyi Miklós bán (a későbbi szigetvári hős), Báthory András, Bakits Péter által vezetett győri magyar-német sereg Rátkay Pál pápai parancsnoktól megtudta, hogy portyázó tatárok táboroznak Somlóvásárhelynél. A táborból kicsaptak, a tatárokat körülfogták, és 3000 tatár levágása és heves harc után a maradék tatárokat Székesfehérvár felé visszazavarták.
Fiú örökös híján 1597-ben Choron János leányai osztoznak a vagyonon, és e vár, Anna kezével Liszthy Istvánnak jutott. 1597-ben a kincstár a Choron leányok birtoklása ellen pert indít, ami 1626-ban még tart. A zavaros tulajdonjogi viszonyok miatt romló vár állapota folytán az 1597. évi országgyűlés aggódik Somló várának a töröktől való megvédése tekintetében. Végre az 1638. évi országgyűlés elrendeli, hogy Somló várát, tartozékaival együtt erősítsék meg.
Liszthy Istvánné Csóron Anna halála után fia, Ferenc, ennek halála után özvegye, rátóti Gyulaffy Zsuzsanna, majd fia, Liszthy László, a költő uralta. Somló történetében ő volt a legérdekesebb szereplők egyike. 1653-ban jelent meg a mohácsi csatáról szóló kétkötetes verses krónikája, amellyel beírta nevét az irodalomtörténetbe. Állítólag rablólovag volt; gyilkosság, gyújtogatás, hamis pénz verése, rablás stb. miatt a bécsi törvényszék halálra ítélte és lefejeztette. Somlót Nádasdy Kristófné, Csóron Margit örökösei nyerték el. A sok tulajdonos kezén szomorú helyzetbe jutott a vár, amely 1707-ben utoljára szerepel mint vár, amikor a hős Vak Bottyán kuruc tábornok az öreg fészket még utoljára rendbe hozatja és hadianyaggal látja el. Rákóczi szabadságharca után a vár stratégiai jellege végleg megszűnik.
Ezután Sümeg erősségének fennhatósága alá került, őrséget nem kapott, csupán 1-2 pattantyúst küldtek Sümegről, hogy időnként rendbe hozzák az ágyúkat. Ebből az időből származó leltárjegyzék szerint: “Somlyó várában vagyon pattantyús 1, álgyu két fontos 1, por egy hordóval, circiter két mázsára való, a ahhoz kivántató mind álgyu, mind ólom glóbus.”
1721-től Somló vára tovább omladozik. Amíg a háborús idők tartottak, korábbi tulajdonosai, az Erdődyek feléje sem néztek. Amikor a hosszú, és a magyarságra nézve annyira végzetes béke beköszöntött, egyszeribe megmozdultak Somlóvár birtokáért. Előkerítették Bakócz Tamás ajándékozólevelét, iktató- és zálogosleveleket és pert indítottak a sok részre szakadt Csóron-Liszthy-örökség birtokosai ellen. 1735-ben az Erdődyek a várat a hozzá tartozó birtokokkal (Ság, Bánd, Szergény, Dobi, Csúr, Jánosháza) együtt hatvanhétezer forintért megvették. Erdődy Kajetán gróf építtette fel a vár alatt Doba községben (1820) a pompás és szintén Somlóvárnak nevezett emeletes kastélyát. Ehhez valószínűleg sok faragott követ hordtak el a vár anyagából, ami csak siettette annak végromlását. Utána Ferenc, Sándor, Péter grófoké volt, akikről 1945-ben az államra szállott a vár tulajdonjoga.

### Eger,Egri vár(Heves vármegye)
A projekt célja: az egri vár és erődrendszer turisztikai célú fejlesztése során megújul a déli kapu, illetve a kapuk körüli várfalszakasz. Kialakításra kerül az új déli fogadóépület és pihenőhely. A Varkoch-kapubástya 16. századi állapotának megfelelő teljes rekonstrukciója, a korabeli felvonó szerkezetes tömör fakapu visszaállítása, valamint az emeleten korabeli őrszoba bemutatóterem kialakítása valósul meg. Az ágyúdomb átépítésével filmvetítéshez szükséges vetítőterem, vizesblokkok és egyéb látogatóforgalmi helységek kerülnek kialakításra. A projekt keretében megújításra kerül a börtönkiállításnak helyt adó pince.
Projektelemek:Felújításra kerül a déli kapuhoz felvezető külső járdaszakasz, megtörténik a lépcső biztonságossá tétele, a főbejárathoz felvezető út kőburkolatának javítása és közművezetékeinek cseréje, valamint a kandeláberek felújítása
- A déli kapunál új, a 21. századi igényeknek megfelelő fogadóépület épül
- Felújításra kerül a déli belső várfal, belső oldalán pedig rekonstrukcióra kerül a gyilokjáró, valamint a fal tetején fedett várfalsétányt alakítanak ki
- Megtörténik a Varkoch-kapubástya 16. századi állapotot idéző teljes rekonstrukciója, az emeleten berendezett korabeli őrszobával
- A rekonstruált Varkoch-kapu működését interaktív maketten mutatják be
- A délnyugati Ágyúdombban új, izgalmas terekkel rendelkező és sokoldalú látogatóközpont épül
- Kialakításra kerül az új vetítőterem, valamint NKVP információs pont, pihenésre alkalmas előcsarnok, ajándékbolt, mosdóblokk, ruhatár, pelenkázó és baba-mama pihenőszoba, továbbá egyéb kiszolgáló helyiségek
- Önkiszolgáló csomagmegőrző és babakocsi-tároló is létesül
- Felújításra kerül a Hippolit-kapu
- A földszinten fegyvermásolatok, illetve egyéb korhű tárgyak kerülnek kiállításra
- A várban korhű ruhába öltözött interpretátorok fogadják a látogatókat
- Az egri vár történelmi múltjához kapcsolódó rendezvények és színes programok várják a vendége
- A vár egész területén egységes információs táblarendszer segíti majd a turisták tájékozódását.[19]

2019. április 26-án 11.30 órakor került sor Egerben a Nemzeti Kastélyprogram és Nemzeti Várprogram keretében a NÖF Nemzeti Örökségvédelmi Fejlesztési Nonprofit Kft., Eger Megyei Jogú Város Önkormányzata, valamint a Dobó István Vármúzeum konzorciuma által megvalósítandó, az Egri vár és erődrendszer turisztikai célú fejlesztésének alapkőletételi ünnepségére.

### Füzér,Füzéri vár(Borsod-Abaúj-Zemplén vármegye)
Füzér első említése 1264-ből ismert, az ezt megörökítő oklevél elmeséli, hogy a vár birtokosa korábban Kompolt nembeli Vak Andronicus mester volt, tőle pedig II. András király vásárolta meg. Ezt követően királyi kézben maradt, II. Andrást követően IV. Béla birtokolta. A király és fia, István ifjabb király közt kirobbant háborúban V. István Füzért is elfoglalta és a pápai intés ellenére sem adta vissza apjának. IV. Béla megpróbálta ostrommal visszaszerezni, de Rozsd nembeli Mihály, V. István porkolábja visszaverte a támadást. Végül 1270-ben V. István király jutalmul neki adományozta Füzér várát.
1320-tól ismét királyi vár volt egészen 1382-ig, amikor Zsigmond király Perényi Miklósnak és testvéreinek adományozta. A Perényi család birtoklása ettől fogva szinte folyamatosnak tekinthető, egészen ezen Perényi ág férfiági kihalásáig. Perényi Péter koronaőr I. János király koronázása után Füzéren őrizte a koronát. 1568-ban hosszú pereskedések után Miksa király Báthory Miklósnak és Györgynek adományozta a várat. 1605-ben Báthory Erzsébet és gyermekei örökölték Füzért, ezt követően a Nádasdyak és a Rákócziak kezén volt. 1670-től a Magyar Kamara birtokolta, 1676-ban végül Strassoldo generális – nehogy ellenséges kézre kerüljön – több környékbeli várral együtt Füzért is kiürítette, és lerontatta a falait.
Az Árpád-korban az Alsóvárat csak faszerkezetű sánc és árok vette körül. Az Alsóvár kőfala 1530-ban épült fel és kőépületek álltak benne, amelyek a kőfallal együtt épülhettek. Az Alsóvárból a Felsővárig lépcső vezetett. A Felsővár udvarába egy óratoronyként is szolgáló kaputornyon keresztül lehetett bejutni. Az udvart jobb oldalról a várfalhoz épült gazdasági épületek szegélyezték. A Felsővárban állt a várkápolna és a palotaszárny, utóbbit két részre, női és férfi szárnyra osztották.
Projektelemek:
Felsővár
- Malompince – 17. századi kézműves papír és egyéb papíralapú termékek készítésére alkalmas merítő műhely, múzeumpedagógiai foglalkozások
- Vizes pince – vizuális élmények
- Sörös pince – Régészeti kiállítás 15–16. századi mérművekről
- Kápolna – élő koncert élmény
- Konyha, Sütőház és Ecetes ház, Liktárium, Gyümölcsaszaló – interaktív gasztronómiai bemutatók középkori receptek alapján
- Darabont házak – várőrség mindennapi életmódjának és szállásának bemutatása
- Csillag ösvény csillagda – a Palotaszárny emeletén
- Tetőtér – korabeli várbeli tisztségek és foglalkozások élmény csomag
- Csillagászati program a várkápolna padlásán – A Tejútrendszer tudományos bemutatása planetáriumi vetítésrendszerrel
- Várudvar – szabadtéri és esti programok, díszkivilágítás, észak–zempléni panoráma pontok
- Az egész vár területén zajló múzeumpedagógiai programok

Alsóvár
- Régészeti kiállítás
- Virtuális időutazás mobil applikáció segítségével

Váruradalmi függőkert – Család- és gyermekbarát program
Infrastruktúra fejlesztési elemek – rejtett napelempark, parkolóbővítés

### Kisvárda,Kisvárdai vár(Szabolcs-Szatmár-Bereg vármegye)
Belső vár részleges rekonstrukciója és romkonzerválás (teljes elemek), kiállítóterek kialakítása és kiállítás megvalósítása, belső várárok felidézése (tájépítészeti elemekkel és növényzettel), a palánkhíd és környéke tájépítészeti eszközökkel érzékeltetett mocsári hangulattal, belső színpad és nézőtér maximum 350 fő számára, külső mobil nagyszínpad és lelátó land art elemekkel kiépítve, általános környezetrendezés.
Projektelemek:
• részleges belső vár rekonstrukció és állagmegóvás
• a vár épületén belül a meglévő helyiségek és tornyok felújítása
• a pengefal építészeti megoldásainak átlátható bemutatása
• kétszintes bemutatótér kialakítása
• informatív helyi középkori emlékeket bemutató interaktív kiállítás megvalósítása
• a vár egykori tulajdonosainak, a Várday családnak a bemutatása
• a meglévő vizesblokkban mozgáskorlátozott WC kialakítása, a műemléki jelleg lehetőségeinek megfelelő mértékű akadálymentesítés
• a keleti vártoronyhoz fa szerkezetű, ún. „gyilokjáró” híd, és külső lépcső kerülne megépítésre a körbejárhatóság biztosítására
• kávézó és múzeumshop kialakítása
• pengefal alatti pince kiszolgáló funkciókkal való megtöltése
• díszvilágítás
• Az újonnan épített kiállítóterekben megidézésre kerülnek az inventáriumi leírásokban szereplő funkciók: sütőház, „ecetesház”, kápolna, lakóegységek.
• A vártörténet és a Várday család történetét interaktív és élményt nyújtó eszközökkel bemutató kiállításon túl, az építéstörténet is bemutatásra kerül különböző kreatív megoldásokkal
Vártörténet:
A Várdai család 1415-ben Zsigmond királytól kapott engedélyt, hogy Várdán vagy valamely más birtokán kőből vagy fából erősséget, avagy kastélyt építsen. A várdai kastély felépült amely köré 1451 köré vártartomány szerveződött.
1465-ben arra utalnak a fennmaradt okleveleink, hogy már folyt az új kisvárdai vár építése. Várdai István téglarakó és mészégető mestereket fogadott. Kisvárda várát először 1471-ben említik először a fennmaradt iratok, ezúttal már castrumként. Az új vár bizonyosan azonosnak tekinthető a ma is ismert várhellyel és ettől fogva az oklevelekben is castrumként és nem kastélyként szerepelt. A második várépítő, Várdai Ferenc erdélyi püspök irányításával 1520-ra elkészül a vár. Ezt követően 1565–85 között történt a vár bővítése, új bástyák építése, melyet a család utolsó felnőtt férfitagja, Várdai Mihály végeztetett el. Az utolsó Várdai, Katalin halála után 1630-1640-es években került sor a várépítés negyedik szakaszára, mely, az akkori résztulajdonos, Nyáry István nevéhez fűződik. A várat lakóhellyé szerette volna átalakítani, bővíteni, kényelmesebbé tenni, a kor barokk stílusának megfelelően. Ekkor építették a várkápolnát. A vár a XVII. század második felében több birtokos család (Esterházy, Homonnai, Zichy) között öröklődött, osztódott.
A belső lakótömböt egy többszörösen levert facölöpökből álló külsővár is kerítette, melyben a helyőrség, az istállók és a raktárak kerültek elhelyezésre. Az egész nagy területű várat mély vizesárok és mocsaras terep oltalmazta a váratlan lerohanástól.
A vár az ország három részre szakadását követően vált igazán stratégiai fontosságúvá. A Magyar Királyság, az Erdélyi Fejedelemség és a Lengyel Királyság határán fekvő vár stratégiai helyzetéből adódott, hogy időről időre királyi mezei hadak szállták meg a palánkot.
A viszonylagos békés éveket a 16. században felváltották a belháborúk. A Szapolyai János király ellenében szintén magyar uralkodóvá választott Habsburg Ferdinánd híveinek évtizedekig tartó csatározásai során többször is gazdát cserélt Kisvárda.
A Rákóczi-szabadság harc elején bár megostromolták (valójában inkább körülzárták) a várba
menekült Szabolcs vármegyei nemességet, ennek ellenére fontos katonai funkciót nem látott el Kisvárda. A szabadságharc idején Kisvárda ágyúit Munkácsra szállították, falai között a vármegye élelmiszerraktárt hozott létre, és hadifoglyokat is ide helyezték el. Rákóczi Ferenc négyszer járt Kisvárdán 1703-1711 között. A vár pusztulása a szabadságharc után kezdődött. A vár köveit és tégláit elhordták és építkezésekhez használták fel. A közbirtokosság 1828-ban hozott határozata szerint: „ A Vár fenn álló falát, mint betses régiséget, meg hagyja a Földes Uraság a mostani állapotjába, annak fundusát pedig közönségesre felhagyja úgy, hogy az árendába kiadatván, a jövedelmével osztozni fognak”. Ezt a határozatot tekintik a magyar műemlékvédelem egyik első dokumentumának.
A várkert az 1880-as években kedvelt kiránduló- és szórakozóhely, majálisok, színházi rendezvények, ünnepségek helyszíne volt. 1954-ben egy sportpálya építése közben, ásatásokat végeztek, 1962-ben pedig kiállítást hoztak létre a várban. 1981-ben megalakult a Kisvárdai Várszínház, amely átvette a múzeum helyét.

### Miskolc, diósgyőri vár (Borsod-Abaúj-Zemplén vármegye)
A diósgyőri vár fejlesztésének központi eleme egy személyre szabott élményséta, amely a valóságos fizikai terekben a virtuális valóság eszközeit használva teszi lehetővé különféle korok bemutatását. Az attrakció létrehozását nagymértékű infrastrukturális beruházás kíséri, amely keretében a külső vár teljes egészében rekonstruálásra kerül.
Projektelemek
- A Belső vár rekonstrukciójának folytatása
- A vár szerkezeti és állagmegóvása
- A vár belépési pontjainak, így befogadóképességének növelése
- A vár melletti Déryné-ház területének infrastrukturális fejlesztése
- Közösségi vizesblokkok kialakítása
- A vár megközelítésének biztosítása
- A Külső vár rekonstrukciója – élményséta „a középkorban”, a vár építészettörténete
- A vár környezetének rendezése, a vizesárok megépítése

Vártörténet
A diósgyőri vár falai a Szinva patak völgyéből kiemelkedő szikladombra épültek. Anonymus említi, hogy már a honfoglalás idején állt itt egy földvár, amelyet a tatárjárás idején pusztíthattak el. IV. Béla király a tatárjárás után kedvelt hívének, Ernye bánnak adományozta a helyet. Ernye bán fia, István nádor volt az első, ovális gyűrűvel övezett, két kerek toronnyal ellátott kővár építtetője. Nagy Lajos király 1364-ben nagy birtokrészt csatolt a várhoz, a nemzetségi vár helyén pedig itáliai és dél-francia mintára pompás, négy saroktornyos, gótikus várkastélyt építtetett. A falakat körülölelő vizesárokkal, négy hatalmas, bevehetetlennek látszó toronnyal, a tornyokat összekötő emeletes lakosztályokkal valamint a korabeli Közép-Európa legnagyobb lovagtermével Diósgyőr vára az ország legszebb és legpompázatosabb erődítménye volt.
Buda, Visegrád és Zólyom mellett Diósgyőr királyi székhelyként akkoriban vált jelentőssé, amikor Lajos a lengyel királyi trónt is elfoglalta. A vadban gazdag bükki erdők szélén fekvő várkastély évente több hónapon át Lajos király kedvenc tartózkodási helyeként szolgált, ahová saját udvartartásával együtt gyakran elkísérte a két királyné is, édesanyja és hitvese. Lengyel királlyá való koronázását is Diósgyőrben ünnepelte Nagy Lajos, majd itt töltötte ugyanazon év karácsonyát. A bükki vadászatok fénykora szintén erre az időszakra tehető. Nagy Lajos idejében szarvas, őz és vaddisznó mellett medve és bölény is élt a bükki rengetegben. A várban tartózkodó fényűző udvartartás ellátását nagyszámú vadász, solymász, íjász és pecér (kutyavezető) segítette.
Lajos király halála után Diósgyőr a továbbiakban a királynék javadalma volt. A mohácsi csatavesztésig hat királyné jegyajándékba kapott vidéki rezidenciájaként szolgált: ezért is emlegették akkoriban Diósgyőr várát „a királynék jegyruhája”-ként. Mátyás király és Aragóniai Beatrix idejében tovább folyt a vár reneszánsz stílusban történő díszítése. Utolsóként Habsburg Mária, II. Lajos felesége volt királynéi birtokosa a várnak.
A mohácsi csatavesztés után a vár zálogos birtokosok kezére került. Balassa Zsigmond birtoklása idején még történtek erődítési munkálatok, de hamarosan megkezdődött a 300 éven át tartó pusztulás. A 19. századi festmények, fotográfiák már csak romokat mutatnak, a táj csodálatos szépsége azonban mit sem változott. A diósgyőri naplemente ihlette a tornyok alatt megpihenő Petőfi Sándort Alkony című verse megírására.
1962-ben Czeglédy Ilona régész vezetésével kezdődött az a tíz éven át tartó feltárás, amelynek eredményeként rom állapotában került konzerválásra a vár. 2013-ban a Diósgyőr-Lillafüred komplex kulturális és ökoturisztikai fejlesztése projekt keretében arra vállalkoztak, hogy a vár teljes épületrészeit rekonstruálják. A műemlékvédelemben úttörőnek számító vállalkozásnak az volt a célja, hogy a vár minél többet eláruljon a történelméről, azokról az uralkodókról, eseményekről, emberi sorsokról, amelyek falaihoz kötődnek. A projekt emellett magában foglalta a Lovagi tornák tere és a hozzá kapcsolódó Vásártér kialakítását, valamint a lillafüredi függőkert felújítását, új funkciókkal való feltöltését is. A felújított vár átadására 2014. augusztus 30-án került sor, egy évvel később pedig a lovas hagyományőrzők és sportesemények is birtokba vehették a Lovagi tornák terét és a Vásárteret.

### Mosonmagyaróvár,Mosonmagyaróvári vár(Győr-Moson-Sopron vármegye)
A magyaróvári vár története római kori gyökerekkel rendelkezik, mivel a mai várkapu területén egy megerősített legio tábor majd a limesút állomásaként castrum állt Ad Flexum néven a Lajta folyó jól védhető szigetén.
Ezen a területen 1250 körül kezdődött meg egy hatszögletű erődítés nélküli lakótorony építése, amely 1290-ben elpusztult. A vár területe a környékbeli birtokokkal gyakran cserélt gazdát a XIII. század végétől a XIV. század első negyedéig. 1323-tól több mint hatvan éven át királyi uradalom és a mosoni ispán székhelye volt.
1364-ben kezdődött meg a mai várkastély építése, amely 1522-ig többször gazdát cserélt, majd 6 évig királyi tulajdonban volt, végül 1529-ben a török az erősséget leégette. 1530 és 1544 között Gian Maria del Napoli olasz hadmérnök tervei szerint a várkastélyt újjáépítették és védműveit a török fenyegetésre tekintettel megerősítették. A XVI. és XVII. század fordulóján épült a várkapu mellett átalakított formában az L alaprajzú melléképület, helyben bevett nevén a várkapitányi épület. A XVII. század folyamán a várkastélyt és védműveit többször fejlesztették. Két 31 ostromot is megélt ebben az időszakban, egyszer várost is felégető Bocskai István hadait verte vissza sikeresen 1605-ben, de 1619-ben ostrom nélkül adta meg magát Bethlen Gábor csapatainak. 1689-ben felgyújtották a Bécs ostromából visszavonuló török csapatok.
Ismét újjáépítették és 1712-ig – hadi jelentősége elvesztéséig – a kuruc hadak több ostromát is átvészelte. A császári udvarhoz tartozott ezután a várkastély, majd 1766-ban Mária Terézia a magyaróvári uradalmat és annak székhelyét lányának Mária Krisztinának adományozta. 1818-ban az épület megkapta mai formáját, 8 év alatt megépítésre került a második emelete, és ekkor Mária Krisztina főhercegnő férje, Albert Kázmér szász-tescheni herceg itt alapította meg a jelenleg is az épületben működő egyetemi kar jogelődjét a Magyaróvári Gazdasági Magántanintézetet. A várkastély ilyen módon felsőoktatási célokat szolgált és szolgál a mai napig is.
1953-ban műemléki védelmet kapott, 1960-ban felújították, majd az 1973-tól öt éven át zajló régészeti feltárás és falkutatás után 1980-ban történt meg műemléki helyreállítása, és 1997-ben kiemelten védett műemlék státuszt kapott. A vár szervesen kapcsolódik Magyaróvár (Moson és Magyaróvár 1939-ben egyesült Mosonmagyaróvár néven) történetéhez. Elmondható, hogy Győr-Moson-Sopron vármegyében az egyetlen olyan vár, amely a közfelfogásban elterjedt vár fogalmához jelenlegi állapotában legközelebb áll. A Várat déli, nyugati és északi oldalon körülölelik a fennmaradt védművei, annak pincerendszere, a várkert (korábban vízzel teli várárok), a várhíd és várkapu, majd a vártó és a Lajta folyó.
Más városokhoz hasonlóan Magyaróváron is a XIX. század első harmadától megkezdődött a városfalak és védműveik lebontása, azonban a vár körül erre csak részben került sor, így ezek a mai napig jól láthatóak. Ennek is betudhatóan a vár épülete Magyaróvár, majd Mosonmagyaróvár város egyik legjobban beazonosítható szimbólumává vált. A vár épületének fennmaradásában jelentős szerepet játszott az is, hogy 1818-tól helyben mezőgazdasági irányú felsőoktatás folyik, és a vár ilyen módon nem csak a város, hanem az Alma Mater szimbólumává is vált köszönhetően az itt folytatott magas szintű oktatási és tudományos tevékenységnek, amit bizonyít az is, hogy valamennyi mezőgazdasági kutatóintézetet a XIX. század és XX. század fordulóján itt alapították, bár a történelem eseményei ezeket -egy kivételével- elsodorták az akadémiától.
Egyedivé teszi a várat az is, hogy a hamarosan 200 éves tudományos és felsőoktatási tevékenység mára elválaszthatatlanná vált a vár történetétől. Magyaróvárnak, majd Mosonmagyaróvárnak is jelentős rangot adott kulturális szempontból az egyetemi városi lét, és az egyetemi polgárok jelenléte, szerepvállalása a település és tágabb környéke történelmi sorsának alakításában, az 1848-1849-es forradalom és szabadságharc eseményeitől kezdve, a világháborúk hősi halott hallgatóin és oktatóin át egészen az 1956-os forradalom eseményiben való részvételig, és a jelenkor közös egyetemi kari és városi eseményeiig.
Megtörténik a vár külső környezetének és homlokzatának felújítása, a belső udvar átalakításra kerül, a földszinti részen kiállítási funkciók kialakítása valósul meg.
A fejlesztés révén egyrészt a kulturális örökségvédelem jegyében a történelmi múlttal rendelkező vár részbeni rekonstrukciójára és állagmegóvására kerül sor. Megvalósul az egykori „Nádori kisterem” helyreállítása, a helyiség eredeti térszerkezetének visszaállítása, a „Nádori nagyterem” teljes helyreállítása, kiállítótér létrehozása, a várudvar felújítása.
A vár 2021. június 9-től látogatható!

### Nagyvázsony,Kinizsi-vár(Veszprém vármegye)
A Balaton-felvidék kisebb-nagyobb lankái között található középkori várról az első emlékek a 15. század közepéről maradtak fenn, amikor a Vezsenyi család birtokaként tartották számon. 1472-ben adományozta Hunyadi Mátyás a hadjárataiban tanúsított vitézségéért Kinizsi Pálnak. Kinizsi felvirágoztatta Vázsonyt, ennek részeként átépítette az itt álló várat, a falu plébániatemplomát valamint Pálos rendi kolostort építtetett a település határában. A Kinizsi-vár egy része és a Szent-Mihály kolostor romjai mai napig fennmaradtak.
A projekt keretén belül megvalósul a vár történeti tereinek rekonstrukciója és a korabeli életet bemutató kiállítási tartalom fejlesztése, bemutatásra kerülnek a várat, vár urát és úrnőjét övező legendák.
A tervezett átalakítás a belső tereket, a tetőteret és az épület főhomlokzatát érinti.
A Nyugati és az Északi Palota épületének, valamint a Belső kaputorony falainak magasításával az egykori épületek földszinti terei rekonstruálásra kerülnek, az emeleti helyiségei építészeti részletekkel és térrekonstrukciós elemekkel visszaidézhetőek. A Belső udvart övező épületszárnyak emeleti helyiségeit a visszaépített árkádíves loggián keresztül lehet megközelíteni. Az épületrekonstrukció központi eleme a rendelkezésre álló kutatási anyagok és információk valamint az eredeti kövek felhasználásával a belső udvarban visszaépített árkádíves loggiasor. A Belső vár egykori udvarát körülvevő épületszárnyak közül ma a Lakótorony, illetve az egykori palotaszárnyaktól északra található Kápolna áll több szint magasan.
A fejlesztés során az épület történelméhez, korábbi funkciójához, lakóihoz kapcsolódó kiállítások jönnek létre, megelevenedik Kinizsi Pál és a vár története.

### Sárospatak,Sárospataki vár(Borsod-Abaúj-Zemplén vármegye)
A MNM Rákóczi Múzeumának, új, Európában egyedülálló kiegészítő attrakciókkal és szolgáltatásokkal való bővítése. Sárospatakon hazánk legjelentősebb, európai szinten páratlan ipartörténeti műemlékének, az I. Rákóczi György nevéhez fűződő ágyúöntő-műhely turisztikai hasznosítása valósult meg.
Projektelemek:
• Veres-bástyában és hozzá kapcsolódó fedett térben új kiállítási elemek létrehozása
• Az új Rákóczi látványtár új épülete a meglévő raktárépületek helyén kerül felépítésre
• Várfal részleges helyreállítása
• Oroszlán-bástyával, Ágyúdombbal, Lőportoronnyal együtt megnyitni a turistaforgalom előtt ezt az eddig elzárt, magántulajdonú területet
• A középkori Lőportoronyban a műemléki helyreállítása után interaktív kiállítás létrehozása
• A nyugati várfal egy szakaszának és a hozzákapcsolódó ágyúdombnak helyreállítására, a dél-nyugati oldalihoz hasonló várfal-sétány kialakítása
• élményelemeket jelentő technikai fejlesztések, interaktív bemutatási formák: mobil applikáció, geocaching megoldással; látványtervvel és rekonstrukciós képpel
• várkastélyban lévő jegypénztár-ajándékbolt felújításra kerül
Vártörténet:
E terület a XI. századtól királyi birtok, amelynek központja a Bodrog átkelőhelyénél épült Patak. A korábban Patak nevéhez kötött erődítések nem ezen a helyen álltak. Perényi Péter építi fel itt családja új székhelyét 1534 és 1541 között, miként levelei bizonyítják. A középkori város központjának déli felét vették körül fallal és árokkal. Ennek dél-keleti szegletén rezidenciául hatalmas torzult négyzet alaprajzú ötszintes lakótornyot emeltek. A városfalnak a torony falába bekötött csatlakozásai és a lőrések tanúsítják, hogy a torony a városfallal egy időben és összehangolva épült. A váregyüttest az észak-itáliai Alessandro Vedani terveivel, irányításával késő reneszánsz stílusban magyar mesteremberek készítették. A román, gótikus faragványtöredékek a korábbi domonkos kolostor és a közeli várkastély maradványai.
1540 és 1567 között épült a keleti Perényi-szárny. 1567 után a Királyi Kamara, 1573-tól a Dobó család tagjai, 1608-tól Lorántffy Mihály uralták és építették tovább a várat. 1616 fordulópont, Lorántffy Zsuzsanna, a tulajdonos házasságot köt I. Rákóczi György későbbi erdélyi fejedelemmel. Így Patak lett a Rákóczi birtok fejedelmi központja és összekötő híd a Királyi Magyarország és Erdély között.
1640-től rangjukhoz méltóan bővítették a várat, erődítették és felépítették a déli Lorántffy-szárnyat, a loggiát és az ágyúteraszt. 1660-tól I. Rákóczi Ferenc és anyja Báthory Zsófia, 1676-tól II. Rákóczi Ferenc és Julianna a birtokosai a várnak, amelyet azonban 1670-től császári katonaság tartott megszállva. Ennek ellenére Patak a kuruc mozgalmak központja, hiszen Zrínyi Ilona második férjével, Thököly Imrével többször időzött a várban, 1697-ben pedig a város egyik központja a hegyaljai felkelésnek. A Rákóczi szabadságharc idején (az 1702-ben megrongált Vörös-toronyban) 1708-ban országgyűlést tartották.
A szabadságharc után 1711-ben a várat Trautsohn herceg kapta meg, aki a tűzvész által többször sújtott épületet barokk ízlésben újíttatta meg. 1776 és 1807 között kamarai birtok, azután a Bretzenheim hercegi család kezébe került, akik rezidenciául felújították, ekkor nyerte el a várkastély a romantikus és eklektikus ízlésű külső és udvari homlokzatait, megőrizve azonban a XVI-XVII. századi reneszánsz jellegét.
1875-től a Windischgrätz hercegek, 1945-től a magyar állam tulajdona. A Múzeum 1950 óta gondozza a Rákóczi örökséget.

### Sopron,Soproni várfal(Győr-Moson-Sopron vármegye)
A projekt keretén belül megvalósul a Fabricius-ház, a Tábornokház valamint a Storno-ház épületeinek összekapcsolása, egy múzeumi egység létrehozása, a Függőkert rehabilitálása és megnyitása, a kerten keresztül az összeköttetés megteremtése a három ház, valamint a Tűztorony között.
A Tábornokház belső udvarának, kert felőli szárnyának, valamint csigalépcsőjének és lakótornyának, valamint a Fabricius-ház lovagtermének kortárs módon történő megújítására is sor kerül, valamint megújulnak a meglévő kiállítóterek, és új kiállítótereket hoznak létre. A Várfalsétány, valamint a Romkert turisztikai fejlesztése, továbbá a Romkert melletti várfalszakasz felújítása is központi helyen áll.
formájában a 14. századtól látható. A ház névadója a Felvidékről származó Fabricius Endre városbíró, polgármester, aki 1806-ban vette meg a házat. Figyelemre méltó az épület gótikus nagyterme, a XVII. században épült udvari loggia, valamint a hátulsó traktus gótikus és barokk pincéje. Érdekesség, hogy az épület névadóját baráti szálak fűzték Petőfi Sándorhoz, aki a soproni laktanyából kiszökve ebben a házban öltözött át civil ruhába Liszt Ferenc koncertjére. Jelenleg az épület a Soproni Múzeum működtetésében három kiállításnak ad otthont. Ennek keretén belül, itt látható a világon szinte egyedülálló kora vaskori lelet, a napkorong, valamint a népvándorlás korának egyik legértékesebb darabja a kb. 1200 éves Cunpaldkehely.
A Tábornok-ház nagy múltra tekint vissza. Udvarán tartották istentiszteleteiket a protestáns hívők az ellenreformáció idején. Az épület 1459 és 1496 között városházaként is funkcionált. Itt szolgált jegyzőként Gugelweit János, akinek a magyar nyelvű világi költészet legelső ismert emlékét köszönhetjük. Az épület a XVII. század elején Lackner Kristóf polgármester lakóházaként szolgált. Lackner Kristóf igyekezett Sopronban is meghonosítani az európai műveltséget: 1604-ben megalapította a Soproni Tudós Társaságot. Államtudományi munkákat írt és színműírással is foglalkozott. Drámáit helyi diákok adták elő, mellyel megteremtette a soproni színjátszás alapjait. Megmaradt rézkarcai a XVII. századi Sopront idézik. Lackner Kristóf gondoskodott először a külvárosok védelméről, az általa építtetett külső városfalak maradványai ma is láthatóak.
Az épület fő homlokzata erősen díszített barokk homlokzat. Kosáríves zárókövön látható Lackner Kristóf címere és jelmondata. A loggiás udvar várfal melletti részén középkori lakótorony áll, a toronyhoz kapcsolódó háromszintes rész a 15. században épült.
Miután Lackner Kristóf a városra hagyta a házat, a város katonai parancsnokait szállásolták el itt, így az épület tulajdonosa, illetve későbbi lakói után Lackner-háznak vagy Generális-háznak is nevezik. Az épület kiállításokat nem tartalmaz, a turisták számára jelenleg nem látogatható.
A Storno-ház Sopron legszebb épületei közé tartozik, a Fő tér északi részén álló palotaszerű barokk sarokház. Az épület a XV. században a Haberleiter család tulajdona volt, akik Bécs ostroma idején, 1482-83 telén Mátyás királyt is vendégül látták. A XVIII. században a ház a Festetics család birtokába került, ekkor nyerte el végleges formáját. A Storno család 1872-ben vásárolta meg az épületet, ahol vendégként 1840-ben és 1881-ben Liszt Ferenc adott hangversenyt.
A ház jellegzetessége a kétemeletes, gazdag díszítésű, kerek, zárt sarokerkély és a Festetics címerrel díszített toszkán féloszlopokkal közrefogott kosáríves kapu és a remekmívű Pelikános kopogtató. A Soproni Múzeum az épületben jelenleg két kiállítást működtet. Az épület második emeletén tekinthető meg a Storno gyűjtemény.
A helytörténeti kiállítást, valamint a Storno gyűjteményt a közelmúltban újították meg, ekkor modern eszközökkel, interaktív elemekkel és audio guide-al látták el.
A Várfalsétány Sopron történelmi Belvárosának utcarendszerét határozza meg. A hármas falgyűrű évszázadok építkezésének eredménye. Középső részét a IV. század elején épült római városfal alkotja. Északon és délen szekérrel is járható kaput nyitottak rajta. Itt vezetett át az ókori városon – Scarbantián – a Borostyánkő út. Maga a várfalöv azonban csak a II. világháború pusztítása után vált láthatóvá. A Várfalsétány kialakítása „A városközpont értékmegőrző megújítása” című NYDOP-3.1.1/B-2009-0002 projekt részeként valósult meg azzal a céllal, hogy bemutassa Sopron középkori védelmi rendszerét és a történelmi Belváros eddig ismeretlen részeit, átvezetve ezzel látogatóit a Borostyánkő út római kori emlékétől napjainkig. A sétány nem csak a turistáknak, de a soproniaknak is egyik közkedvelt célpontja. A csendes, zegzugos környék ideális terep fiatal párok romantikus andalgásához, míg egyenes, sík útvonala (néhány lépcsőfokot leszámítva) az idősebb korosztály számára teszi szerethetővé. Számos pad, szemetes, kiépített közvilágítás és a kihelyezett tájékoztató táblák teszik még biztonságosabbá és komfortosabbá.
A római kori eredetű Romkertet az 1970-es és 1980-as években folytatott feltárások eredményeképpen hozták létre. Közepén a II. századból származó tipikus városi utat tártak fel. Az 5 m széles gneisz kövekkel borított utat bogárhátúra burkolták a vízelvezetés érdekében. Az út északi oldalán római kori lakóházat tártak fel. Ennek egyik helyisége egy díszes falfestményekkel díszített, padlófűtéssel ellátott lakószoba volt, mellette pedig bronzműves műhelyre bukkantak. Az úttól délre Scarbantia fóruma észak-keleti saroképületének maradványait találták meg. A IV. század elején a korábbi épületeket lebontották és erődfalak épültek helyettük. Egy kerek saroktorony és egy kisebb patkó alakú falitorony látható ebből az időszakból. A 3,5 méter széles római városfalak tetején épült fel 1340-re a középkori középső városfal. A belső városfal metszete a romkerttől délre álló épület falán látható. Ez a XI. századi ispáni vár sáncának tetejére épült. A romkert területén két népvándorlás kori, kőalapozással készült és fából ácsolt épület maradványai is előkerültek.

### Sümeg,Sümegi vár(Veszprém vármegye)
A sümegi várat a veszprémi püspök, feltehetően Rád nembéli Benedek építette Erek nevű birtokán – amely a püspökségnek a környéken elterülő Zala vàrmegyei birtokainak központja volt –, a már 1280-ban említett Sümeg falu feletti hegy tetején. A vár építésére feltehetően 1290 után került sor, mikor a Kőszegiek emberei elfoglalták tőle a közeli Tátika várát. Vitatott, hogy a sümegi várra vonatkoztatható-e az az adat, miszerint 1292-ben Kőszegi Miklós nádor elfoglalta a várat, ahonnan aztán 1296-ban III. András serege ostrommal űzte ki katonáit. A vár első biztos említést 1318-ból ismerjük, amikor egy oklevél várnagyát Kéki Pétert, István veszprémi püspök testvérét említi.
A vár magja egy nagyméretű, igen vastag (kb. 2,5 m) falú lakótorony, amelynek csak az alsó szintje maradt fenn az 1562-ben bekövetkezett lőporrobbanás után. A torony déli fala a többinél vékonyabb, belül viszont előtte egy hevederív áll, ami feltehetően az ebbe a falba helyezett lépcső belső válaszfalát tartotta. A lépcsőt a robbanás után már nem állították helyre, helyét az alsó szinten átboltozták. A tornyot körülvevő belső várfalnak az északi oldalán nyílott a vár kapuja. A lakótornyot három oldalról körülölelő várudvar északkeleti részén alakították ki a sziklába mélyített ciszternát.
1440 nyarán az országban dúló polgárháború során a várat támadás érte. Az I. Ulászló pártján álló Gatalóci Mátyás veszprémi püspök várát az V. László párti Széchiek, Újlakiak, Garaiak és Cilleiek csapatai vették ostrom alá, ám Unyomi Miklós és Tomaji László várnagyok a támadást sikeresen visszaverték. Unyomi Miklós ezután Gatalóci Mátyás (1440-1457) és utóda, Vetési Albert (1458-1486) püspöksége idején is, 1472-ig viselte a várnagyi tisztet Sümegen, majd utóda unokaöccse Büki Dávid lett, aki 1485-ig állt a vár élén. Ebben az időben, Vetési Albert idején a várban jelentős építkezések kezdődtek, amit a püspöknek a belső vár kapuja előtt talált címerköve igazol. Ekkor épülhetett a belsővár északi szárnya, melynek közepén kaputorony emelkedett. Ebben függhetett a kápolna harangja, amit az 1568-as leltár a már romos kápolna előtt említ. A kaputoronytól keletre helyezkedett el maga a kápolna. A kápolna eredeti, később átalakított déli ablakához köthető feltehetően a kőtárban található gótikus mérműves ablak rézsűs kőkerete és osztósudara.
Vetési Albert vagy utóda ifjabb Vitéz János korában épülhetett ki a nagy kiterjedésű külsővár. Ennek a belső várral átellenes, északnyugati oldalán is egy, a lakótoronyhoz hasonló, de annál kisebb négyzetes torony állt, amelynek csak az alsó szintje marad fenn. a torony északkeleti oldalához utólag egy árnyékszéktornyot építettek hozzá. E nagy tornyot nevezi feltehetően “Redneky”-toronynak az 1568-as várleltár. A név a torony irányában fekvő Rendek (ma Csabrendek) falura utal.
A külsővár bejárata egy felvonóhidas kettős kapuval ellátott, egy emeletes kaputornyon át nyílott, amely a belsővár északnyugati sarkához épült hozzá. A kaputorony északi oldalához egy őrszoba csatlakozott. Ennek udvari homlokzatához épült hozzá a kaputorony emeletére vezető egykarú lépcső, ami mellett egy ablak nyílt az őrszobába. Az őrszoba élszedett profilú szemöldökgyámos ajtaja, és még inkább az ennek a közelében talált, az emeletről származó pálcaműves szemöldökgyámos ajtókeret töredék a 15-16. század fordulója körüli építkezésre vall. Az őrszoba északi oldalán egy két helyiséges, keskeny épület állt. A földszint kisebbik, keleti, belső helyisége egy vakolt, meszelt, famennyezetes szoba volt, a nagyobbikat kőből falazott dongaboltozat fedte. A két nagy torony – az öregtorony és a Rendeki torony közti hosszú várfalak közepére egy-egy kis torony épült: a keleti oldalon a négyszögű Csabi torony, melynek kőboltozatos földszintje és első emeletének csekély maradványa maradt fenn. A déli oldalon az újkori nevén magas toronynak nevezett ötszögű torony állt, amely még fotók és rajzok tanúsága szerint a 19. században két emelet magasan állt, ma azonban már csak az alsó szintje van meg. Innen egy ajtó nyílik kifelé, amely a külső kaputorony emeletéhez vezet. A kaputorony és a magas torony építésével függ össze a nyugati bejárati falszoros, és az azt lezáró külső kaputorony létrehozása.
A vár következő jelentős átépítését a püspök székhely, Veszprém 1552. évi eleste tette szükségessé. Sümeg ezután püspöki székhellyé lépett elő, ezért szükség volt a püspök és udvara állandó itt tartózkodását lehetővé tévő épületek felhúzására, illetve a vár védelmének korszerűsítésére. Az 1553-ban a püspöki székbe ülő Kövessy András elsőként a vár erődítését kezdhette meg. 1554-ben készült el a vár északi bástyája, amelyre két építési feliratot is helyeztek.
A bástyával ellentétben a többi erődítést nem tudjuk ilyen pontosan keltezni, csak feltételezhetjük, hogy ezek is 1552 után készültek. A várfal tűzfegyverekkel szembeni ellenállóságának növelése érdekében feltehetően ekkor készültek a falak mögötti feltöltések, illetve az alattuk kialakított, ekkor még faszerkezetű ágyúkamrák, amelyek közül az eredeti formáját megőrző kettő az északnyugati töltés alatt került elő. A töltések nyomásának ellensúlyozására az északnyugati falat belülről megköpenyezték. Ekkor a töltést még az udvar felé nem kő támfalak, hanem sövényfal támasztotta meg, melynek maradványait a keleti sánc déli végénél találták meg az ásatások során. A sánc tetejére itt a délkeleti részen egy fabástyát építettek, és szintén egy faszerkezetű emelettel toldották meg a Csabi-tornyot.
1562-ben villámcsapás következtében felrobbant a vár öregtornyában őrzött lőpor. A robbanás lerombolta a tornyot és a belsővár hozzá kapcsolódó keleti palotaszárnyát, továbbá megrongálta belsővár északi szárnyát és körítőfalait is. A vár újjáépítését királyi támogatással végezte el Kövessy püspök. Az építkezés még 1567-ben is folyhatott, ugyanis egy ilyen évszámmal ellátott ablak szemöldökpárkány került elő a belső kapu farkasverméből. Az ekkor kialakult állapotokat tükrözi a püspök 1568-as halálakor felvett első várleltár.
Széchényi Pál püspök (1687-1710) idején is folytak még a tűzvészt követő javítási munkák a váron. Az öregtorony felső párkányából és falkoronájából 1693 S bélyeggel ellátott téglák kerültek elő. Hamarosan azonban a sümegi várat a kurucok (1705-1709) majd a császáriak foglalták el. Ebben az időben feltehetően elsősorban védelmi berendezéseit, gyilokjáróit, mellvédeit újították meg, amiről az 1712-ben felvett leltár is tanúskodik, ez ugyanis a Renneki torony, azaz az északi bástya mindkét oldalán húzódó várfalakon új gyilokjárókat említ, ami a vár északi és északkeleti falszakaszai mellvédjeinek újjáépítését jelentheti. Nem sokkal később, 1720 körül, feltehetően 1722-ben a várat elhagyták, felszerelését elvitték, tetőzetét megbontották, majd a 18. század második felében Padányi Bíró Márton püspök idején megkezdődött romjainak elhordása is.
A vár történetét a 20. század elején Kimnach Ödön sümegi rajztanár kezdte kutatni. A tető nélkül álló és ezért folyamatosan omladozó várfalak egy-egy részének javításával már a II. világháború előtt is próbálkoztak, ám a tényleges helyreállító munkák csak 1954-ben kezdődtek meg.
Építészeti szempontból és a hosszú távú fejleszthetőséget is figyelembe véve a vár keleti szárnyában található épületek tömegrekonstrukciója (kaszárnya, várnagyi ház, középkori konyha, Csabi-torony) valamint az ÉK-i gyilokjárók építése valósul meg. A kaszárnya, várnagyi ház, középkori konyha egységes kialakítása visszaadja az elő vár környezetét; a Csabi-torony biztosítja az átjárást az északkeleti gyilokjáró két szárnya és a kiállítóterek között. A gyilokjárók kiépítése a keleti oldal felől kiegyenlíti az új fejlesztések épülettömegének átvezetését a vár magjától a Rendeki-toronyig, így a jelenleginél egységesebb, a történelmi hitelességhez közelálló épülettömb jön létre.

### Szigetvár,Szigetvári vár(Baranya vármegye)
A vár közepén lévő, ún. Kastély épületben alapvető cél a kiállítási terület megnövelése. A legjelentősebb fejlesztés a Kazamatasor területén történik. Bemutatásra kerülnek az egykori Zrínyi belsővár bástyájának maradványai. A projekt része a vár területének kertészeti rendezése is.
Szigetvár a középkorban a tapsonyi Antimus családé volt. A várat Antimus Osvát kezdte építeni, majd a három emelet magas toronnyal unokája, Oszvald folytatta, 1471-ben pedig az Enyingi Török család megerősítette. Török Bálint idején átépítették a várat, lebontva az eredeti lovagvárat. 1543-ban királyi vár lett, ekkor újra megerősítették és őrséggel látták el. Zrínyi Miklós 1561-ben vette át a parancsnokságot. Az 1566-os ostrom után a török hódítók újjáépítették a rommá lőtt erődítményt. Az ostrom közben elhunyt Szulejmán szultán emlékére dzsámit emeltek, mely Szelamiki Musztafa, kortárs történetíró szerint a vár elfoglalása után mindössze három hét alatt elkészült el. A dzsámi imatermének alaprajza egy állított téglalap, amit L alakban vesz közre az előcsarnok. A ma már csonka minaret az imaterem jobb oldali sarkához csatlakozott és valószínűleg 1570. körül épült.
Számos metszet készült a kora újkor folyamán Szigetvárról. Egy ismeretlen német mester alkotásán – mely Mathias Zündt rézkarca után készült – látható, hogy a belső várat fal határolja el a külső vártól. A középső várból a belső várba egy kaputornyon át lehetett bejutni. A középső várat a belső vártól egy vizesárok választotta el. A két részt összekapcsoló hidat kaputornyok védték.
Az első komoly feltárások Kovács Valériának köszönhetően 1959 és 1964 között zajlottak. Ekkor bizonyosodott be, hogy egy lovagvár állt itt, mely valószínűleg a XIV. század végén épült. A vár déli részén egy jelentősebb tégla ház állt, melynek külső fala maga a támpilléres déli várfal volt. A vár nyugati és déli fala azért nem maradt fenn, mert megsemmisítette a XX. század első felében épített úszómedence. Kovács Valéria feltárásainak eredménye a kerek torony is, amely a XVI. század elején épülhetett.
A vár állapotának és szerkezetének értékes dokumentumai azok a török miniatúrák is, melyek az 1566-os ostromot örökítik meg. Ezen miniatúrák ábrázolásmódja eltér az európaitól, de a fő épületegységek felismerhetőek rajtuk. Látható, hogy van a két részből álló erődített település, melyhez híddal kapcsolódik a többi részből álló vár. Ezek az ábrázolások sokkal több házat tüntetnek fel, mint a Zündt rézkarcából készült metszet.
Az 1566 –os ostrom utáni építkezéseket követően 1568. szeptember 24.-én II. Szelim szultán parancsot adott Musztafa budai pasának a vár átépítési munkálatainak az elvégzésére. Evlia Cselebi, török utazó, 1664-es leírásában húsz házat említ a várban, Leandro Angiussola hadmérnök 1689-es térképén pedig 45 házat tüntet fel. Kovács Valéria feltárásai szerint a török hódoltság alatt földmegerősítő gerendákat és cölöpszerkezetet építettek a bástyákban. Öt helyiségből álló raktár épült és egy másik az északnyugati bástya középső részében. Szintén raktár épült az északi kötőgát mellett, továbbá a kazamaták előtti toronyra is.
1689-ben a császári seregek ostromolni kezdték a várat, és egy évig tartó ostromzár után a törökök megadták magukat. A törököktől való visszafoglalás után a császári hadsereg hadmérnökei azonnal elkezdték a vár erődítését. A négy török bástya tetejét mellvéddel erősítették meg. A kötőgátak külsejére tégla falköpeny került, a déli kötőgátra pedig egy kis óratorony. A vár kapuzatát téglabéléssel látták el. Vélhetően 1700 körül épültek a kazamaták, melyeknek északi homlokzata azonos a várfallal. Miután a császári csapatok visszafoglalták a várat, a dzsámi és a tőle délre álló épület a várparancsnok lakóhelyeként szolgált. A minaret valószínűleg a 18. században pusztult el, míg a dzsámi raktárrá, magtárrá, lakóházzá, végül kastéllyá alakult.
1780-ban a várat gróf Festetics Lajos vásárolta meg, és a dzsámit magtárrá alakította. A Festetics-uradalom és birtokközpontként működő vár a 19. században többször gazdát cserélt. 1832 körül nagyatádi Czindery László vásárolta meg, tőle unokái, Wenckheim Béla és Leontina örökölték. 1871-ben Leontina hozományaként férje, Andrássy Aladár birtokába került. A 20. század elején fiuk, gróf Andrássy Sándor, majd az 1920-as évektől az ő fia, Mihály gróf volt a birtokos. 1908-tól számos képeslapon szerepel a vár és annak épületcsoportja, valamint a kastély és a magtár az őket körülvevő kerttel.
1927-től Kiss Tibor tervei szerint újjáépítették a kastélyt. „Szigetváron gróf Andrássy Mihálynak kellett otthont fejleszteni Zrínyi Miklós várából…Építettünk emeletes verandát, lépcsőt , úszómedencét, kazamatából hűtőzködő csarnokot -kriptoportikus a la Mathias Rex-vendégszobákat, minaret-rekonstrukciót mert a csonkja megvolt. Mindezt nem a legkorszerűbb műtörténeti tanulmányok alapján , hanem a török követ tanácsai szerint. A tervek egy része szénnel meszelt, a falra rajzolva , házilagos kivitelezés számára, de jó kedvvel és ízléssel, kaliforniai beütéssel” – írja feljegyzéseiben. Az építkezések folyamatát és a létrejött emeletes kastélyt megörökítő fotók nagy része az Andrássy–birtok intézőjének családjából került a Városi Könyvtárba.

### Szögliget,Szádvár(Borsod-Abaúj-Zemplén vármegye)
Magyarország északkeleti szögletében, a Bódva folyó völgyét szegélyező Aggteleki Nemzeti Park területén emelkedik a 460 méter magas Várhegy, amelyet a hatalmas kiterjedésű Szádvár középkori erődítményének romjai koronáznak.
Szádvár megépítésének időpontja nem ismert, a szabálytalan alaprajzával a hegytető platóját követő vár első említése V. István 1268-ban kelt okleveléből származik. Szádvár legutóbbi régészeti feltárásán előkerült Árpád-kori kerámiák arra mutatnak, hogy a Várhegyen (is) állt erősség a 13. században. Az Óvár tetőn lévő, mindmáig ismeretlen korú erődítmény lehetett a korai Szádvár elővára, amelyről a takarásban lévő déli irányú völgyet figyelhették.
1264-ben IV. Béla és fia, István ifjabb király háborúskodása idején kapitánya, Bács – Tekus ispán fivére – aki valószínűleg Torna vármegye ispánja volt, megnyitotta kapuit a király serege előtt. Ezért a vidék visszafoglalása után István a „hűtlen árulónak” minősített Bácsot és testvéreit megfosztotta vagyonuktól. Ekkor vesztette el a család Nógrád vármegyei birtokait, amiket 1273-ban IV. László király már Tekus fiainak adott vissza.
A 13-14. század fordulóján a területet a nagyhatalmú Aba Amadé nádor serege szállhatta meg, mivel, hasonlóan más visszafoglalt erősséghez, Szádvárat 1319-ben már Károly Róbert király kezén találjuk. Lehetséges, hogy az Óvár tetőn lévő vár egy ostromban olyan jelentősen megsérült, hogy már nem akarták helyreállítani és felhagyták. A 14. században a királyi kezelésben lévő váruradalmat honorként (szolgálati birtokként) a Drugeth család bírta. 1406-ban Luxemburgi Zsigmond király az őt a trónra juttató bárók közül Bebek Györgynek adományozta.
A 15. század közepén a Felvidéket tartósan megszálló, harcedzett cseh huszitákkal szövetséges lengyel Peter Komorowsky és serege kerítette hatalmába a várat, és innen fosztogatta a környező vidék népeit. A szádvári uradalom 1454-ben került vissza a Bebek család hatalma alá, hogy 1470-ben egy házassági szerződés kapcsán a Szapolya családra szálljon. A törökkel vívott vesztes mohácsi csatát követő anarchikus időszakban a Bebekek visszaszerzik ősi birtokukat. Ebben az évszázadban, Bebek Ferenc és fia György idejében nyerte el végleges formáját. A hegy fennsíkját teljesen elfoglaló kővár négy, egymástól kőfallal elválasztott udvarból állt. Érdekes megoldást jelentett a nehezebb tárgyak feljuttatására a meredek északi hegyoldalon kialakított kötélpálya, amelyet lovakkal vontatott csigarendszer mozgatott.
A császári udvarral, a törökkel és az erdélyi részekkel is kapcsolatban álló Bebek György várát 1567. január elején Schwendi Lázár kassai főkapitány vette ostrom alá, amit férje távollétében Patócsy Zsófia úrnő védelmezett a helyőrség élén. A korabeli krónikák szerint négynapi erős ágyúzás után Szádvár falai súlyosan megrongálódtak, ezért a gyalogsági roham megindítása előtt – szabad elvonulás fejében – a védők a vár feladására kényszerültek.
A 17. század folyamán az ország nagy részét meghódító törökök idáig már nem jutottak el. A kamarai kezelésbe került erősség zálogbérletéért a Pethe, Csáky és Rákóczi-családok pereskedtek. Az utolsó katonai események a Thököly-féle kuruc hadjáratok alatt zajlottak le falai között, a várat elfoglaló felkelőknek még sikerült ugyan III. János lengyel király katonáit visszaverniük, ám később Caprara tábornok császári csapatainak már nem tudtak ellenállni. 1686-ban Bécsben döntés született „Szádvár elrontásáról”, melyre 1688-ban került sor. Új megfigyelések alapján a várat felgyújtották és sorsára hagyták.
A projekt keretében a romok minél teljesebb állagmegóvása tervezett. Feltárásra kerül az Alsó várudvar és állagmegóvási munkákat hajtanak végre.
Az Alsó várból pihenő területekkel sűrűn kísért lépcsőn jutunk majd fel a Felső várba.
Ünnepélyes keretek között került átadásra 2021. május 23-án az ICOMOS-díjjal kitüntetett szögligeti romvár fejlesztése. Az örökségvédelmi-turisztikai projekt központi elemét egy biztonságos látogatói útvonal kialakítása, a várfalak mintegy 440 méter hosszon történő stabilizálása és a természeti környezet megóvása jelentette. Az új, pihenőpadokkal és információs táblákkal kísért gyalogos útvonal bevonja a romvár vérkeringésébe az eddig méltatlanul elfeledett Alsó várat is. A megújult várrom ebben a gyönyörű természeti környezetben a „bakancsos turizmus” még inkább kedvelt célpontja lehet a jövőben.

## Kapcsolódó szócikk
- Nemzeti Hauszmann Program

### Honlapok
- http://nkvp.hu/